# Championnat du monde d'échecs 2012
Vainqueur
Précédent Suivant
Le Championnat du monde d'échecs 2012 est un match d'échecs en douze parties, avec un éventuel tie-break en cas d'égalité, organisé par la Fédération internationale des échecs, du 10 au 31 mai 2012 à Moscou. Il oppose le champion du monde sortant, l'Indien Viswanathan Anand, à l'Israélien Boris Guelfand, vainqueur du tournoi des candidats de 2011. Après une égalité 6-6 sur les parties lentes, Anand bat Guelfand (2,5 à 1,5) lors de 4 parties semi-rapides et conserve son titre.

## Organisation

### Désignation des deux participants

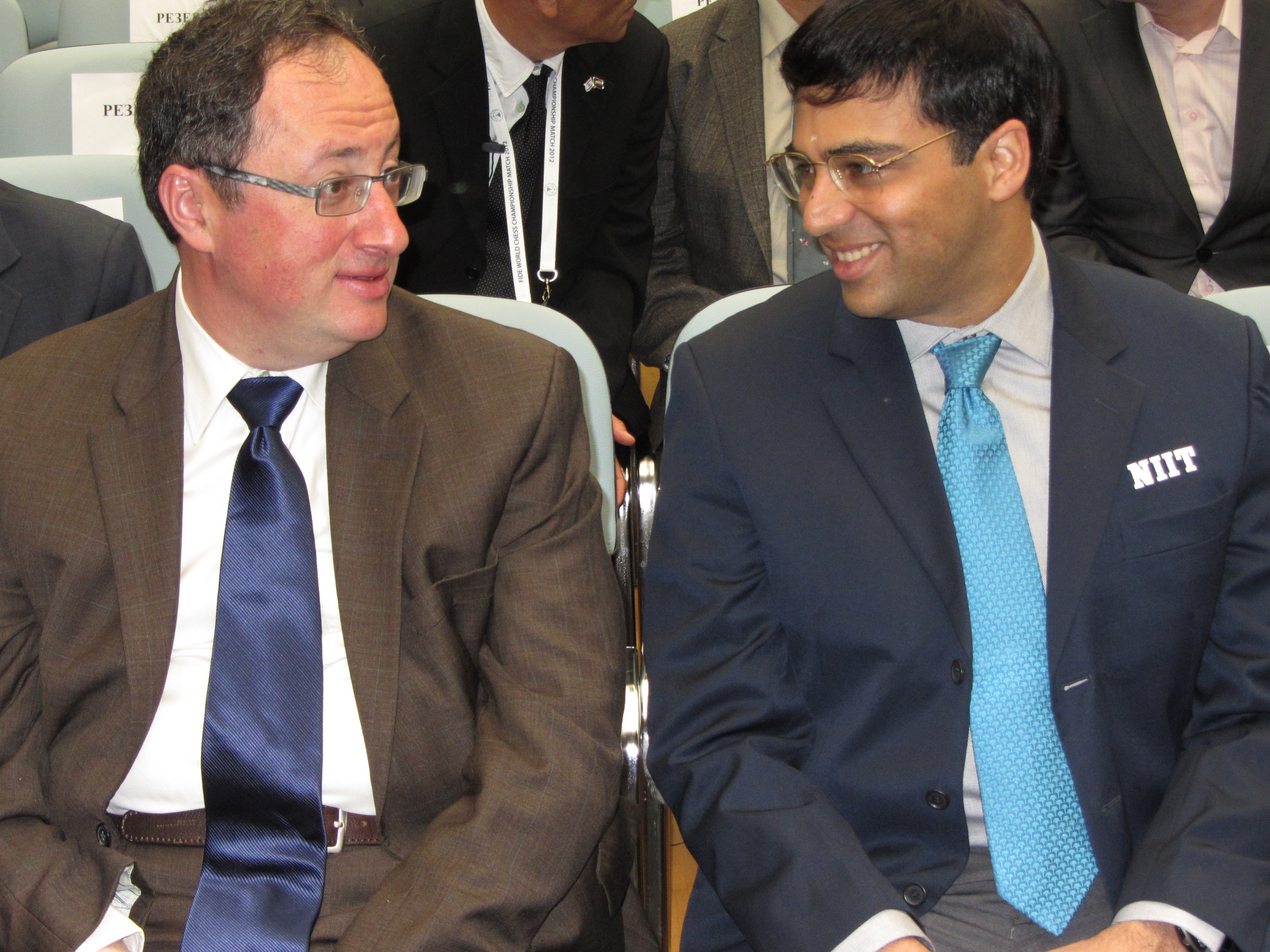
Guelfand et Anand à Moscou en 2012.

Le processus de détermination des deux opposants a plusieurs fois varié en 2008 et 2009. Selon la version publiée par la FIDE en juin 2009 (qui n'a subi depuis lors que des amendements mineurs), le championnat du monde 2012 oppose :
- le vainqueur du Championnat du monde d'échecs 2010 : Viswanathan Anand
- le vainqueur d'un « tournoi des candidats », tournoi de qualification à élimination directe entre huit joueurs : Boris Guelfand.

### Match pour le titre

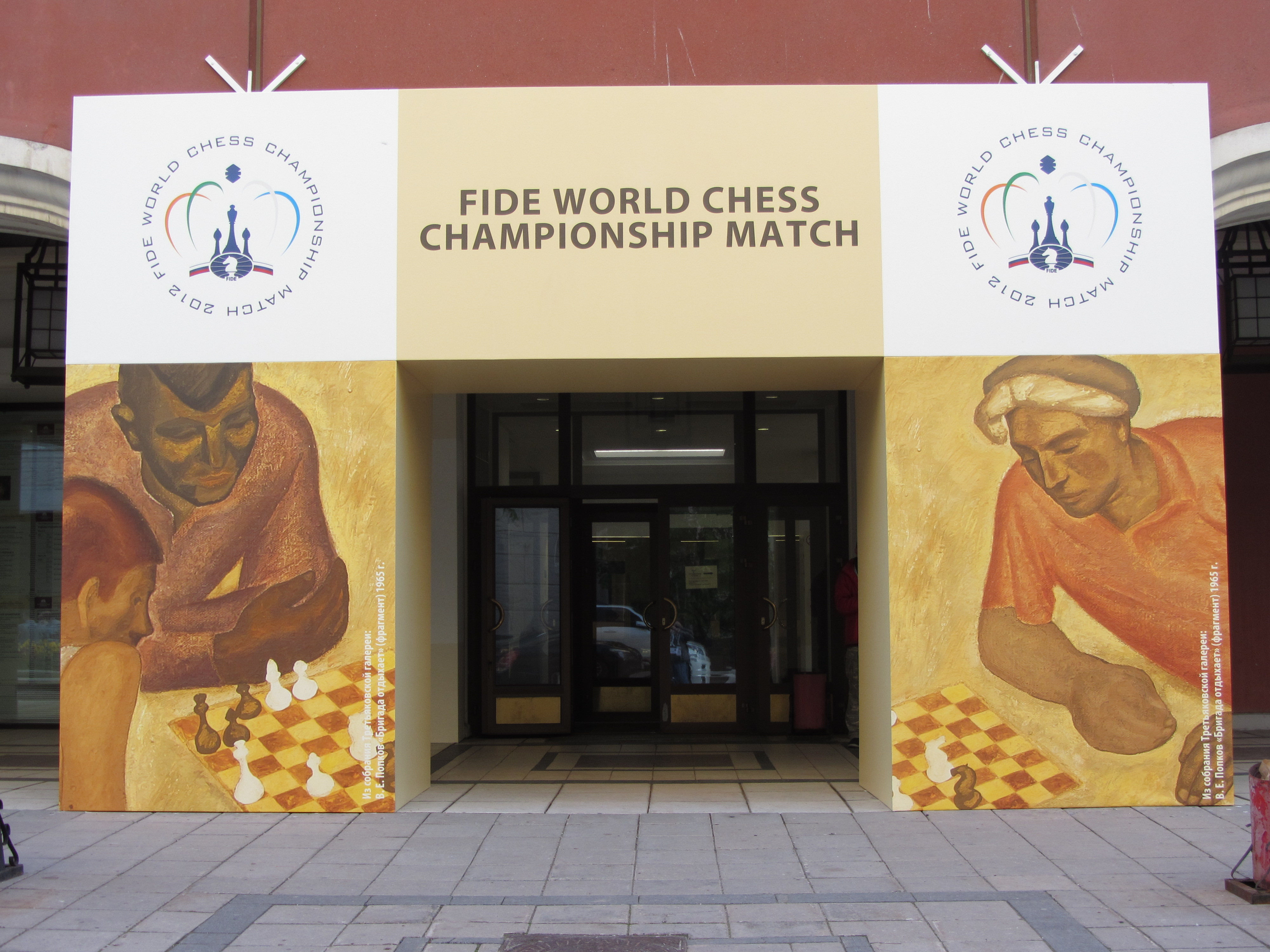
Championnat du monde à Moscou.

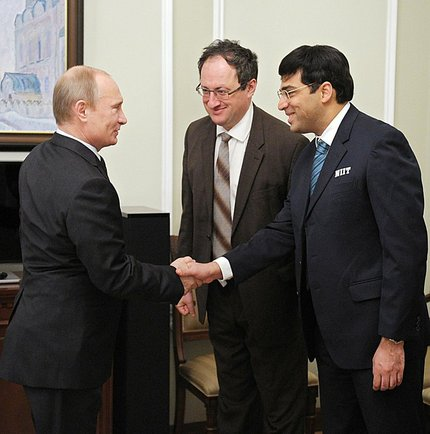
Poutine, Anand et Guelfand à Moscou.

#### Prix
Le match est sponsorisé par l'homme d'affaires russe Andreï Filatov. Les joueurs se partageront le prix de 1 900 000 € 60 % revenant au vainqueur et 40 % au perdant.

#### Encadrement
Anand est secondé par Surya Ganguly, Peter Heine Nielsen, Rustam Qosimjonov et Radosław Wojtaszek. Guelfand est secondé par Alexander Huzman, Maxim Rodshtein et Pavel Eljanov.

#### Parties lentes
Le match final pour le titre est en 12 parties, à la cadence de 2 heures pour 40 coups, 1 heure pour les 20 coups suivants et 15 minutes pour le reste de la partie, avec un incrément de 30 secondes par coup à partir du 61e coup.
Le championnat est arbitré par l'Arménien Ashot Vardapetian. Son adjoint est le Canadien Hal Bond.

#### En cas d'égalité
En cas d'égalité entre les deux joueurs à l'issue des douze parties, une journée de tie-breaks est prévue, avec quatre parties rapides (25 minutes plus 10 secondes d'incrément à chaque coup). En cas de nouvelle égalité, jusqu'à cinq matchs de deux parties en blitz (5 minutes plus 3 secondes d'incrément) sont prévus. Si l'égalité demeure, une partie mort subite, dite « Armageddon », est organisée : 5 minutes pour les blancs contre 4 pour les noirs, qui sont déclarés gagnants en cas de partie nulle.

## Résultats

### Match Anand – Guelfand

#### Parties lentes
| Partie | Date            | Anand | Guelfand | Ouverture                                                  | Nombre de coups | Score               |
| ------ | --------------- | ----- | -------- | ---------------------------------------------------------- | --------------- | ------------------- |
| 1      | Vendredi 11 mai | ½     | ½        | Défense Grünfeld (code ECO D85)                            | 24              | Égalité 0,5 – 0,5   |
| 2      | Samedi 12 mai   | ½     | ½        | Défense semi-slave (code ECO D45)                          | 25              | Égalité 1 – 1       |
| 3      | Lundi 14 mai    | ½     | ½        | Défense néo-Grünfeld (code ECO D70)                        | 37              | Égalité 1,5 – 1,5   |
| 4      | Mardi 15 mai    | ½     | ½        | Défense semi-slave (code ECO D45)                          | 34              | Égalité 2 – 2       |
| 5      | Jeudi 17 mai    | ½     | ½        | Défense sicilienne, variante Svechnikov (code ECO B33)     | 27              | Égalité 2,5 – 2,5   |
| 6      | Vendredi 18 mai | ½     | ½        | Défense semi-slave (code ECO D45)                          | 29              | Égalité 3 – 3       |
| 7      | Dimanche 20 mai | 0     | 1        | Défense semi-slave (code ECO D45)                          | 38              | Guelfand mène 4 – 3 |
| 8      | Lundi 21 mai    | 1     | 0        | Défense est-indienne (code ECO E60)                        | 17              | Égalité 4 – 4       |
| 9      | Mercredi 23 mai | ½     | ½        | Défense nimzo-indienne, variante Rubinstein (code ECO E54) | 49              | Égalité 4,5 – 4,5   |
| 10     | Jeudi 24 mai    | ½     | ½        | Défense sicilienne, attaque Rossolimo (code ECO B30)       | 25              | Égalité 5 – 5       |
| 11     | Samedi 26 mai   | ½     | ½        | Défense nimzo-indienne, variante Rubinstein (code ECO E54) | 24              | Égalité 5,5 – 5,5   |
| 12     | Lundi 28 mai    | ½     | ½        | Défense sicilienne, attaque Rossolimo (code ECO B30)       | 22              | Égalité 6 – 6       |

À la suite de cette égalité de score en parties lentes des parties de départage ont eu lieu.

##### Miniaturelors de la partie 8
|   | a | b | c | d | e | f | g | h |   |
| 8 | Tour noire sur case blanche a8 · Cavalier noir sur case noire b8 · Tour noire sur case blanche e8 · Roi noir sur case blanche g8 · Pion noir sur case noire a7 · Pion noir sur case blanche b7 · Pion noir sur case blanche f7 · Pion noir sur case blanche h7 · Pion noir sur case noire d6 · Pion noir sur case blanche g6 · Pion noir sur case noire c5 · Pion blanc sur case blanche d5 · Pion blanc sur case blanche h5 · Pion blanc sur case blanche c4 · Cavalier blanc sur case noire c3 · Pion blanc sur case blanche a2 · Pion blanc sur case noire b2 · Roi blanc sur case blanche c2 · Dame blanche sur case noire f2 · Pion blanc sur case noire h2 · Tour blanche sur case blanche b1 · Fou blanc sur case blanche f1 · Dame noire sur case blanche h1 | Tour noire sur case blanche a8 · Cavalier noir sur case noire b8 · Tour noire sur case blanche e8 · Roi noir sur case blanche g8 · Pion noir sur case noire a7 · Pion noir sur case blanche b7 · Pion noir sur case blanche f7 · Pion noir sur case blanche h7 · Pion noir sur case noire d6 · Pion noir sur case blanche g6 · Pion noir sur case noire c5 · Pion blanc sur case blanche d5 · Pion blanc sur case blanche h5 · Pion blanc sur case blanche c4 · Cavalier blanc sur case noire c3 · Pion blanc sur case blanche a2 · Pion blanc sur case noire b2 · Roi blanc sur case blanche c2 · Dame blanche sur case noire f2 · Pion blanc sur case noire h2 · Tour blanche sur case blanche b1 · Fou blanc sur case blanche f1 · Dame noire sur case blanche h1 | Tour noire sur case blanche a8 · Cavalier noir sur case noire b8 · Tour noire sur case blanche e8 · Roi noir sur case blanche g8 · Pion noir sur case noire a7 · Pion noir sur case blanche b7 · Pion noir sur case blanche f7 · Pion noir sur case blanche h7 · Pion noir sur case noire d6 · Pion noir sur case blanche g6 · Pion noir sur case noire c5 · Pion blanc sur case blanche d5 · Pion blanc sur case blanche h5 · Pion blanc sur case blanche c4 · Cavalier blanc sur case noire c3 · Pion blanc sur case blanche a2 · Pion blanc sur case noire b2 · Roi blanc sur case blanche c2 · Dame blanche sur case noire f2 · Pion blanc sur case noire h2 · Tour blanche sur case blanche b1 · Fou blanc sur case blanche f1 · Dame noire sur case blanche h1 | Tour noire sur case blanche a8 · Cavalier noir sur case noire b8 · Tour noire sur case blanche e8 · Roi noir sur case blanche g8 · Pion noir sur case noire a7 · Pion noir sur case blanche b7 · Pion noir sur case blanche f7 · Pion noir sur case blanche h7 · Pion noir sur case noire d6 · Pion noir sur case blanche g6 · Pion noir sur case noire c5 · Pion blanc sur case blanche d5 · Pion blanc sur case blanche h5 · Pion blanc sur case blanche c4 · Cavalier blanc sur case noire c3 · Pion blanc sur case blanche a2 · Pion blanc sur case noire b2 · Roi blanc sur case blanche c2 · Dame blanche sur case noire f2 · Pion blanc sur case noire h2 · Tour blanche sur case blanche b1 · Fou blanc sur case blanche f1 · Dame noire sur case blanche h1 | Tour noire sur case blanche a8 · Cavalier noir sur case noire b8 · Tour noire sur case blanche e8 · Roi noir sur case blanche g8 · Pion noir sur case noire a7 · Pion noir sur case blanche b7 · Pion noir sur case blanche f7 · Pion noir sur case blanche h7 · Pion noir sur case noire d6 · Pion noir sur case blanche g6 · Pion noir sur case noire c5 · Pion blanc sur case blanche d5 · Pion blanc sur case blanche h5 · Pion blanc sur case blanche c4 · Cavalier blanc sur case noire c3 · Pion blanc sur case blanche a2 · Pion blanc sur case noire b2 · Roi blanc sur case blanche c2 · Dame blanche sur case noire f2 · Pion blanc sur case noire h2 · Tour blanche sur case blanche b1 · Fou blanc sur case blanche f1 · Dame noire sur case blanche h1 | Tour noire sur case blanche a8 · Cavalier noir sur case noire b8 · Tour noire sur case blanche e8 · Roi noir sur case blanche g8 · Pion noir sur case noire a7 · Pion noir sur case blanche b7 · Pion noir sur case blanche f7 · Pion noir sur case blanche h7 · Pion noir sur case noire d6 · Pion noir sur case blanche g6 · Pion noir sur case noire c5 · Pion blanc sur case blanche d5 · Pion blanc sur case blanche h5 · Pion blanc sur case blanche c4 · Cavalier blanc sur case noire c3 · Pion blanc sur case blanche a2 · Pion blanc sur case noire b2 · Roi blanc sur case blanche c2 · Dame blanche sur case noire f2 · Pion blanc sur case noire h2 · Tour blanche sur case blanche b1 · Fou blanc sur case blanche f1 · Dame noire sur case blanche h1 | Tour noire sur case blanche a8 · Cavalier noir sur case noire b8 · Tour noire sur case blanche e8 · Roi noir sur case blanche g8 · Pion noir sur case noire a7 · Pion noir sur case blanche b7 · Pion noir sur case blanche f7 · Pion noir sur case blanche h7 · Pion noir sur case noire d6 · Pion noir sur case blanche g6 · Pion noir sur case noire c5 · Pion blanc sur case blanche d5 · Pion blanc sur case blanche h5 · Pion blanc sur case blanche c4 · Cavalier blanc sur case noire c3 · Pion blanc sur case blanche a2 · Pion blanc sur case noire b2 · Roi blanc sur case blanche c2 · Dame blanche sur case noire f2 · Pion blanc sur case noire h2 · Tour blanche sur case blanche b1 · Fou blanc sur case blanche f1 · Dame noire sur case blanche h1 | Tour noire sur case blanche a8 · Cavalier noir sur case noire b8 · Tour noire sur case blanche e8 · Roi noir sur case blanche g8 · Pion noir sur case noire a7 · Pion noir sur case blanche b7 · Pion noir sur case blanche f7 · Pion noir sur case blanche h7 · Pion noir sur case noire d6 · Pion noir sur case blanche g6 · Pion noir sur case noire c5 · Pion blanc sur case blanche d5 · Pion blanc sur case blanche h5 · Pion blanc sur case blanche c4 · Cavalier blanc sur case noire c3 · Pion blanc sur case blanche a2 · Pion blanc sur case noire b2 · Roi blanc sur case blanche c2 · Dame blanche sur case noire f2 · Pion blanc sur case noire h2 · Tour blanche sur case blanche b1 · Fou blanc sur case blanche f1 · Dame noire sur case blanche h1 | 8 |
| 7 | Tour noire sur case blanche a8 · Cavalier noir sur case noire b8 · Tour noire sur case blanche e8 · Roi noir sur case blanche g8 · Pion noir sur case noire a7 · Pion noir sur case blanche b7 · Pion noir sur case blanche f7 · Pion noir sur case blanche h7 · Pion noir sur case noire d6 · Pion noir sur case blanche g6 · Pion noir sur case noire c5 · Pion blanc sur case blanche d5 · Pion blanc sur case blanche h5 · Pion blanc sur case blanche c4 · Cavalier blanc sur case noire c3 · Pion blanc sur case blanche a2 · Pion blanc sur case noire b2 · Roi blanc sur case blanche c2 · Dame blanche sur case noire f2 · Pion blanc sur case noire h2 · Tour blanche sur case blanche b1 · Fou blanc sur case blanche f1 · Dame noire sur case blanche h1 | Tour noire sur case blanche a8 · Cavalier noir sur case noire b8 · Tour noire sur case blanche e8 · Roi noir sur case blanche g8 · Pion noir sur case noire a7 · Pion noir sur case blanche b7 · Pion noir sur case blanche f7 · Pion noir sur case blanche h7 · Pion noir sur case noire d6 · Pion noir sur case blanche g6 · Pion noir sur case noire c5 · Pion blanc sur case blanche d5 · Pion blanc sur case blanche h5 · Pion blanc sur case blanche c4 · Cavalier blanc sur case noire c3 · Pion blanc sur case blanche a2 · Pion blanc sur case noire b2 · Roi blanc sur case blanche c2 · Dame blanche sur case noire f2 · Pion blanc sur case noire h2 · Tour blanche sur case blanche b1 · Fou blanc sur case blanche f1 · Dame noire sur case blanche h1 | Tour noire sur case blanche a8 · Cavalier noir sur case noire b8 · Tour noire sur case blanche e8 · Roi noir sur case blanche g8 · Pion noir sur case noire a7 · Pion noir sur case blanche b7 · Pion noir sur case blanche f7 · Pion noir sur case blanche h7 · Pion noir sur case noire d6 · Pion noir sur case blanche g6 · Pion noir sur case noire c5 · Pion blanc sur case blanche d5 · Pion blanc sur case blanche h5 · Pion blanc sur case blanche c4 · Cavalier blanc sur case noire c3 · Pion blanc sur case blanche a2 · Pion blanc sur case noire b2 · Roi blanc sur case blanche c2 · Dame blanche sur case noire f2 · Pion blanc sur case noire h2 · Tour blanche sur case blanche b1 · Fou blanc sur case blanche f1 · Dame noire sur case blanche h1 | Tour noire sur case blanche a8 · Cavalier noir sur case noire b8 · Tour noire sur case blanche e8 · Roi noir sur case blanche g8 · Pion noir sur case noire a7 · Pion noir sur case blanche b7 · Pion noir sur case blanche f7 · Pion noir sur case blanche h7 · Pion noir sur case noire d6 · Pion noir sur case blanche g6 · Pion noir sur case noire c5 · Pion blanc sur case blanche d5 · Pion blanc sur case blanche h5 · Pion blanc sur case blanche c4 · Cavalier blanc sur case noire c3 · Pion blanc sur case blanche a2 · Pion blanc sur case noire b2 · Roi blanc sur case blanche c2 · Dame blanche sur case noire f2 · Pion blanc sur case noire h2 · Tour blanche sur case blanche b1 · Fou blanc sur case blanche f1 · Dame noire sur case blanche h1 | Tour noire sur case blanche a8 · Cavalier noir sur case noire b8 · Tour noire sur case blanche e8 · Roi noir sur case blanche g8 · Pion noir sur case noire a7 · Pion noir sur case blanche b7 · Pion noir sur case blanche f7 · Pion noir sur case blanche h7 · Pion noir sur case noire d6 · Pion noir sur case blanche g6 · Pion noir sur case noire c5 · Pion blanc sur case blanche d5 · Pion blanc sur case blanche h5 · Pion blanc sur case blanche c4 · Cavalier blanc sur case noire c3 · Pion blanc sur case blanche a2 · Pion blanc sur case noire b2 · Roi blanc sur case blanche c2 · Dame blanche sur case noire f2 · Pion blanc sur case noire h2 · Tour blanche sur case blanche b1 · Fou blanc sur case blanche f1 · Dame noire sur case blanche h1 | Tour noire sur case blanche a8 · Cavalier noir sur case noire b8 · Tour noire sur case blanche e8 · Roi noir sur case blanche g8 · Pion noir sur case noire a7 · Pion noir sur case blanche b7 · Pion noir sur case blanche f7 · Pion noir sur case blanche h7 · Pion noir sur case noire d6 · Pion noir sur case blanche g6 · Pion noir sur case noire c5 · Pion blanc sur case blanche d5 · Pion blanc sur case blanche h5 · Pion blanc sur case blanche c4 · Cavalier blanc sur case noire c3 · Pion blanc sur case blanche a2 · Pion blanc sur case noire b2 · Roi blanc sur case blanche c2 · Dame blanche sur case noire f2 · Pion blanc sur case noire h2 · Tour blanche sur case blanche b1 · Fou blanc sur case blanche f1 · Dame noire sur case blanche h1 | Tour noire sur case blanche a8 · Cavalier noir sur case noire b8 · Tour noire sur case blanche e8 · Roi noir sur case blanche g8 · Pion noir sur case noire a7 · Pion noir sur case blanche b7 · Pion noir sur case blanche f7 · Pion noir sur case blanche h7 · Pion noir sur case noire d6 · Pion noir sur case blanche g6 · Pion noir sur case noire c5 · Pion blanc sur case blanche d5 · Pion blanc sur case blanche h5 · Pion blanc sur case blanche c4 · Cavalier blanc sur case noire c3 · Pion blanc sur case blanche a2 · Pion blanc sur case noire b2 · Roi blanc sur case blanche c2 · Dame blanche sur case noire f2 · Pion blanc sur case noire h2 · Tour blanche sur case blanche b1 · Fou blanc sur case blanche f1 · Dame noire sur case blanche h1 | Tour noire sur case blanche a8 · Cavalier noir sur case noire b8 · Tour noire sur case blanche e8 · Roi noir sur case blanche g8 · Pion noir sur case noire a7 · Pion noir sur case blanche b7 · Pion noir sur case blanche f7 · Pion noir sur case blanche h7 · Pion noir sur case noire d6 · Pion noir sur case blanche g6 · Pion noir sur case noire c5 · Pion blanc sur case blanche d5 · Pion blanc sur case blanche h5 · Pion blanc sur case blanche c4 · Cavalier blanc sur case noire c3 · Pion blanc sur case blanche a2 · Pion blanc sur case noire b2 · Roi blanc sur case blanche c2 · Dame blanche sur case noire f2 · Pion blanc sur case noire h2 · Tour blanche sur case blanche b1 · Fou blanc sur case blanche f1 · Dame noire sur case blanche h1 | 7 |
| 6 | Tour noire sur case blanche a8 · Cavalier noir sur case noire b8 · Tour noire sur case blanche e8 · Roi noir sur case blanche g8 · Pion noir sur case noire a7 · Pion noir sur case blanche b7 · Pion noir sur case blanche f7 · Pion noir sur case blanche h7 · Pion noir sur case noire d6 · Pion noir sur case blanche g6 · Pion noir sur case noire c5 · Pion blanc sur case blanche d5 · Pion blanc sur case blanche h5 · Pion blanc sur case blanche c4 · Cavalier blanc sur case noire c3 · Pion blanc sur case blanche a2 · Pion blanc sur case noire b2 · Roi blanc sur case blanche c2 · Dame blanche sur case noire f2 · Pion blanc sur case noire h2 · Tour blanche sur case blanche b1 · Fou blanc sur case blanche f1 · Dame noire sur case blanche h1 | Tour noire sur case blanche a8 · Cavalier noir sur case noire b8 · Tour noire sur case blanche e8 · Roi noir sur case blanche g8 · Pion noir sur case noire a7 · Pion noir sur case blanche b7 · Pion noir sur case blanche f7 · Pion noir sur case blanche h7 · Pion noir sur case noire d6 · Pion noir sur case blanche g6 · Pion noir sur case noire c5 · Pion blanc sur case blanche d5 · Pion blanc sur case blanche h5 · Pion blanc sur case blanche c4 · Cavalier blanc sur case noire c3 · Pion blanc sur case blanche a2 · Pion blanc sur case noire b2 · Roi blanc sur case blanche c2 · Dame blanche sur case noire f2 · Pion blanc sur case noire h2 · Tour blanche sur case blanche b1 · Fou blanc sur case blanche f1 · Dame noire sur case blanche h1 | Tour noire sur case blanche a8 · Cavalier noir sur case noire b8 · Tour noire sur case blanche e8 · Roi noir sur case blanche g8 · Pion noir sur case noire a7 · Pion noir sur case blanche b7 · Pion noir sur case blanche f7 · Pion noir sur case blanche h7 · Pion noir sur case noire d6 · Pion noir sur case blanche g6 · Pion noir sur case noire c5 · Pion blanc sur case blanche d5 · Pion blanc sur case blanche h5 · Pion blanc sur case blanche c4 · Cavalier blanc sur case noire c3 · Pion blanc sur case blanche a2 · Pion blanc sur case noire b2 · Roi blanc sur case blanche c2 · Dame blanche sur case noire f2 · Pion blanc sur case noire h2 · Tour blanche sur case blanche b1 · Fou blanc sur case blanche f1 · Dame noire sur case blanche h1 | Tour noire sur case blanche a8 · Cavalier noir sur case noire b8 · Tour noire sur case blanche e8 · Roi noir sur case blanche g8 · Pion noir sur case noire a7 · Pion noir sur case blanche b7 · Pion noir sur case blanche f7 · Pion noir sur case blanche h7 · Pion noir sur case noire d6 · Pion noir sur case blanche g6 · Pion noir sur case noire c5 · Pion blanc sur case blanche d5 · Pion blanc sur case blanche h5 · Pion blanc sur case blanche c4 · Cavalier blanc sur case noire c3 · Pion blanc sur case blanche a2 · Pion blanc sur case noire b2 · Roi blanc sur case blanche c2 · Dame blanche sur case noire f2 · Pion blanc sur case noire h2 · Tour blanche sur case blanche b1 · Fou blanc sur case blanche f1 · Dame noire sur case blanche h1 | Tour noire sur case blanche a8 · Cavalier noir sur case noire b8 · Tour noire sur case blanche e8 · Roi noir sur case blanche g8 · Pion noir sur case noire a7 · Pion noir sur case blanche b7 · Pion noir sur case blanche f7 · Pion noir sur case blanche h7 · Pion noir sur case noire d6 · Pion noir sur case blanche g6 · Pion noir sur case noire c5 · Pion blanc sur case blanche d5 · Pion blanc sur case blanche h5 · Pion blanc sur case blanche c4 · Cavalier blanc sur case noire c3 · Pion blanc sur case blanche a2 · Pion blanc sur case noire b2 · Roi blanc sur case blanche c2 · Dame blanche sur case noire f2 · Pion blanc sur case noire h2 · Tour blanche sur case blanche b1 · Fou blanc sur case blanche f1 · Dame noire sur case blanche h1 | Tour noire sur case blanche a8 · Cavalier noir sur case noire b8 · Tour noire sur case blanche e8 · Roi noir sur case blanche g8 · Pion noir sur case noire a7 · Pion noir sur case blanche b7 · Pion noir sur case blanche f7 · Pion noir sur case blanche h7 · Pion noir sur case noire d6 · Pion noir sur case blanche g6 · Pion noir sur case noire c5 · Pion blanc sur case blanche d5 · Pion blanc sur case blanche h5 · Pion blanc sur case blanche c4 · Cavalier blanc sur case noire c3 · Pion blanc sur case blanche a2 · Pion blanc sur case noire b2 · Roi blanc sur case blanche c2 · Dame blanche sur case noire f2 · Pion blanc sur case noire h2 · Tour blanche sur case blanche b1 · Fou blanc sur case blanche f1 · Dame noire sur case blanche h1 | Tour noire sur case blanche a8 · Cavalier noir sur case noire b8 · Tour noire sur case blanche e8 · Roi noir sur case blanche g8 · Pion noir sur case noire a7 · Pion noir sur case blanche b7 · Pion noir sur case blanche f7 · Pion noir sur case blanche h7 · Pion noir sur case noire d6 · Pion noir sur case blanche g6 · Pion noir sur case noire c5 · Pion blanc sur case blanche d5 · Pion blanc sur case blanche h5 · Pion blanc sur case blanche c4 · Cavalier blanc sur case noire c3 · Pion blanc sur case blanche a2 · Pion blanc sur case noire b2 · Roi blanc sur case blanche c2 · Dame blanche sur case noire f2 · Pion blanc sur case noire h2 · Tour blanche sur case blanche b1 · Fou blanc sur case blanche f1 · Dame noire sur case blanche h1 | Tour noire sur case blanche a8 · Cavalier noir sur case noire b8 · Tour noire sur case blanche e8 · Roi noir sur case blanche g8 · Pion noir sur case noire a7 · Pion noir sur case blanche b7 · Pion noir sur case blanche f7 · Pion noir sur case blanche h7 · Pion noir sur case noire d6 · Pion noir sur case blanche g6 · Pion noir sur case noire c5 · Pion blanc sur case blanche d5 · Pion blanc sur case blanche h5 · Pion blanc sur case blanche c4 · Cavalier blanc sur case noire c3 · Pion blanc sur case blanche a2 · Pion blanc sur case noire b2 · Roi blanc sur case blanche c2 · Dame blanche sur case noire f2 · Pion blanc sur case noire h2 · Tour blanche sur case blanche b1 · Fou blanc sur case blanche f1 · Dame noire sur case blanche h1 | 6 |
| 5 | Tour noire sur case blanche a8 · Cavalier noir sur case noire b8 · Tour noire sur case blanche e8 · Roi noir sur case blanche g8 · Pion noir sur case noire a7 · Pion noir sur case blanche b7 · Pion noir sur case blanche f7 · Pion noir sur case blanche h7 · Pion noir sur case noire d6 · Pion noir sur case blanche g6 · Pion noir sur case noire c5 · Pion blanc sur case blanche d5 · Pion blanc sur case blanche h5 · Pion blanc sur case blanche c4 · Cavalier blanc sur case noire c3 · Pion blanc sur case blanche a2 · Pion blanc sur case noire b2 · Roi blanc sur case blanche c2 · Dame blanche sur case noire f2 · Pion blanc sur case noire h2 · Tour blanche sur case blanche b1 · Fou blanc sur case blanche f1 · Dame noire sur case blanche h1 | Tour noire sur case blanche a8 · Cavalier noir sur case noire b8 · Tour noire sur case blanche e8 · Roi noir sur case blanche g8 · Pion noir sur case noire a7 · Pion noir sur case blanche b7 · Pion noir sur case blanche f7 · Pion noir sur case blanche h7 · Pion noir sur case noire d6 · Pion noir sur case blanche g6 · Pion noir sur case noire c5 · Pion blanc sur case blanche d5 · Pion blanc sur case blanche h5 · Pion blanc sur case blanche c4 · Cavalier blanc sur case noire c3 · Pion blanc sur case blanche a2 · Pion blanc sur case noire b2 · Roi blanc sur case blanche c2 · Dame blanche sur case noire f2 · Pion blanc sur case noire h2 · Tour blanche sur case blanche b1 · Fou blanc sur case blanche f1 · Dame noire sur case blanche h1 | Tour noire sur case blanche a8 · Cavalier noir sur case noire b8 · Tour noire sur case blanche e8 · Roi noir sur case blanche g8 · Pion noir sur case noire a7 · Pion noir sur case blanche b7 · Pion noir sur case blanche f7 · Pion noir sur case blanche h7 · Pion noir sur case noire d6 · Pion noir sur case blanche g6 · Pion noir sur case noire c5 · Pion blanc sur case blanche d5 · Pion blanc sur case blanche h5 · Pion blanc sur case blanche c4 · Cavalier blanc sur case noire c3 · Pion blanc sur case blanche a2 · Pion blanc sur case noire b2 · Roi blanc sur case blanche c2 · Dame blanche sur case noire f2 · Pion blanc sur case noire h2 · Tour blanche sur case blanche b1 · Fou blanc sur case blanche f1 · Dame noire sur case blanche h1 | Tour noire sur case blanche a8 · Cavalier noir sur case noire b8 · Tour noire sur case blanche e8 · Roi noir sur case blanche g8 · Pion noir sur case noire a7 · Pion noir sur case blanche b7 · Pion noir sur case blanche f7 · Pion noir sur case blanche h7 · Pion noir sur case noire d6 · Pion noir sur case blanche g6 · Pion noir sur case noire c5 · Pion blanc sur case blanche d5 · Pion blanc sur case blanche h5 · Pion blanc sur case blanche c4 · Cavalier blanc sur case noire c3 · Pion blanc sur case blanche a2 · Pion blanc sur case noire b2 · Roi blanc sur case blanche c2 · Dame blanche sur case noire f2 · Pion blanc sur case noire h2 · Tour blanche sur case blanche b1 · Fou blanc sur case blanche f1 · Dame noire sur case blanche h1 | Tour noire sur case blanche a8 · Cavalier noir sur case noire b8 · Tour noire sur case blanche e8 · Roi noir sur case blanche g8 · Pion noir sur case noire a7 · Pion noir sur case blanche b7 · Pion noir sur case blanche f7 · Pion noir sur case blanche h7 · Pion noir sur case noire d6 · Pion noir sur case blanche g6 · Pion noir sur case noire c5 · Pion blanc sur case blanche d5 · Pion blanc sur case blanche h5 · Pion blanc sur case blanche c4 · Cavalier blanc sur case noire c3 · Pion blanc sur case blanche a2 · Pion blanc sur case noire b2 · Roi blanc sur case blanche c2 · Dame blanche sur case noire f2 · Pion blanc sur case noire h2 · Tour blanche sur case blanche b1 · Fou blanc sur case blanche f1 · Dame noire sur case blanche h1 | Tour noire sur case blanche a8 · Cavalier noir sur case noire b8 · Tour noire sur case blanche e8 · Roi noir sur case blanche g8 · Pion noir sur case noire a7 · Pion noir sur case blanche b7 · Pion noir sur case blanche f7 · Pion noir sur case blanche h7 · Pion noir sur case noire d6 · Pion noir sur case blanche g6 · Pion noir sur case noire c5 · Pion blanc sur case blanche d5 · Pion blanc sur case blanche h5 · Pion blanc sur case blanche c4 · Cavalier blanc sur case noire c3 · Pion blanc sur case blanche a2 · Pion blanc sur case noire b2 · Roi blanc sur case blanche c2 · Dame blanche sur case noire f2 · Pion blanc sur case noire h2 · Tour blanche sur case blanche b1 · Fou blanc sur case blanche f1 · Dame noire sur case blanche h1 | Tour noire sur case blanche a8 · Cavalier noir sur case noire b8 · Tour noire sur case blanche e8 · Roi noir sur case blanche g8 · Pion noir sur case noire a7 · Pion noir sur case blanche b7 · Pion noir sur case blanche f7 · Pion noir sur case blanche h7 · Pion noir sur case noire d6 · Pion noir sur case blanche g6 · Pion noir sur case noire c5 · Pion blanc sur case blanche d5 · Pion blanc sur case blanche h5 · Pion blanc sur case blanche c4 · Cavalier blanc sur case noire c3 · Pion blanc sur case blanche a2 · Pion blanc sur case noire b2 · Roi blanc sur case blanche c2 · Dame blanche sur case noire f2 · Pion blanc sur case noire h2 · Tour blanche sur case blanche b1 · Fou blanc sur case blanche f1 · Dame noire sur case blanche h1 | Tour noire sur case blanche a8 · Cavalier noir sur case noire b8 · Tour noire sur case blanche e8 · Roi noir sur case blanche g8 · Pion noir sur case noire a7 · Pion noir sur case blanche b7 · Pion noir sur case blanche f7 · Pion noir sur case blanche h7 · Pion noir sur case noire d6 · Pion noir sur case blanche g6 · Pion noir sur case noire c5 · Pion blanc sur case blanche d5 · Pion blanc sur case blanche h5 · Pion blanc sur case blanche c4 · Cavalier blanc sur case noire c3 · Pion blanc sur case blanche a2 · Pion blanc sur case noire b2 · Roi blanc sur case blanche c2 · Dame blanche sur case noire f2 · Pion blanc sur case noire h2 · Tour blanche sur case blanche b1 · Fou blanc sur case blanche f1 · Dame noire sur case blanche h1 | 5 |
| 4 | Tour noire sur case blanche a8 · Cavalier noir sur case noire b8 · Tour noire sur case blanche e8 · Roi noir sur case blanche g8 · Pion noir sur case noire a7 · Pion noir sur case blanche b7 · Pion noir sur case blanche f7 · Pion noir sur case blanche h7 · Pion noir sur case noire d6 · Pion noir sur case blanche g6 · Pion noir sur case noire c5 · Pion blanc sur case blanche d5 · Pion blanc sur case blanche h5 · Pion blanc sur case blanche c4 · Cavalier blanc sur case noire c3 · Pion blanc sur case blanche a2 · Pion blanc sur case noire b2 · Roi blanc sur case blanche c2 · Dame blanche sur case noire f2 · Pion blanc sur case noire h2 · Tour blanche sur case blanche b1 · Fou blanc sur case blanche f1 · Dame noire sur case blanche h1 | Tour noire sur case blanche a8 · Cavalier noir sur case noire b8 · Tour noire sur case blanche e8 · Roi noir sur case blanche g8 · Pion noir sur case noire a7 · Pion noir sur case blanche b7 · Pion noir sur case blanche f7 · Pion noir sur case blanche h7 · Pion noir sur case noire d6 · Pion noir sur case blanche g6 · Pion noir sur case noire c5 · Pion blanc sur case blanche d5 · Pion blanc sur case blanche h5 · Pion blanc sur case blanche c4 · Cavalier blanc sur case noire c3 · Pion blanc sur case blanche a2 · Pion blanc sur case noire b2 · Roi blanc sur case blanche c2 · Dame blanche sur case noire f2 · Pion blanc sur case noire h2 · Tour blanche sur case blanche b1 · Fou blanc sur case blanche f1 · Dame noire sur case blanche h1 | Tour noire sur case blanche a8 · Cavalier noir sur case noire b8 · Tour noire sur case blanche e8 · Roi noir sur case blanche g8 · Pion noir sur case noire a7 · Pion noir sur case blanche b7 · Pion noir sur case blanche f7 · Pion noir sur case blanche h7 · Pion noir sur case noire d6 · Pion noir sur case blanche g6 · Pion noir sur case noire c5 · Pion blanc sur case blanche d5 · Pion blanc sur case blanche h5 · Pion blanc sur case blanche c4 · Cavalier blanc sur case noire c3 · Pion blanc sur case blanche a2 · Pion blanc sur case noire b2 · Roi blanc sur case blanche c2 · Dame blanche sur case noire f2 · Pion blanc sur case noire h2 · Tour blanche sur case blanche b1 · Fou blanc sur case blanche f1 · Dame noire sur case blanche h1 | Tour noire sur case blanche a8 · Cavalier noir sur case noire b8 · Tour noire sur case blanche e8 · Roi noir sur case blanche g8 · Pion noir sur case noire a7 · Pion noir sur case blanche b7 · Pion noir sur case blanche f7 · Pion noir sur case blanche h7 · Pion noir sur case noire d6 · Pion noir sur case blanche g6 · Pion noir sur case noire c5 · Pion blanc sur case blanche d5 · Pion blanc sur case blanche h5 · Pion blanc sur case blanche c4 · Cavalier blanc sur case noire c3 · Pion blanc sur case blanche a2 · Pion blanc sur case noire b2 · Roi blanc sur case blanche c2 · Dame blanche sur case noire f2 · Pion blanc sur case noire h2 · Tour blanche sur case blanche b1 · Fou blanc sur case blanche f1 · Dame noire sur case blanche h1 | Tour noire sur case blanche a8 · Cavalier noir sur case noire b8 · Tour noire sur case blanche e8 · Roi noir sur case blanche g8 · Pion noir sur case noire a7 · Pion noir sur case blanche b7 · Pion noir sur case blanche f7 · Pion noir sur case blanche h7 · Pion noir sur case noire d6 · Pion noir sur case blanche g6 · Pion noir sur case noire c5 · Pion blanc sur case blanche d5 · Pion blanc sur case blanche h5 · Pion blanc sur case blanche c4 · Cavalier blanc sur case noire c3 · Pion blanc sur case blanche a2 · Pion blanc sur case noire b2 · Roi blanc sur case blanche c2 · Dame blanche sur case noire f2 · Pion blanc sur case noire h2 · Tour blanche sur case blanche b1 · Fou blanc sur case blanche f1 · Dame noire sur case blanche h1 | Tour noire sur case blanche a8 · Cavalier noir sur case noire b8 · Tour noire sur case blanche e8 · Roi noir sur case blanche g8 · Pion noir sur case noire a7 · Pion noir sur case blanche b7 · Pion noir sur case blanche f7 · Pion noir sur case blanche h7 · Pion noir sur case noire d6 · Pion noir sur case blanche g6 · Pion noir sur case noire c5 · Pion blanc sur case blanche d5 · Pion blanc sur case blanche h5 · Pion blanc sur case blanche c4 · Cavalier blanc sur case noire c3 · Pion blanc sur case blanche a2 · Pion blanc sur case noire b2 · Roi blanc sur case blanche c2 · Dame blanche sur case noire f2 · Pion blanc sur case noire h2 · Tour blanche sur case blanche b1 · Fou blanc sur case blanche f1 · Dame noire sur case blanche h1 | Tour noire sur case blanche a8 · Cavalier noir sur case noire b8 · Tour noire sur case blanche e8 · Roi noir sur case blanche g8 · Pion noir sur case noire a7 · Pion noir sur case blanche b7 · Pion noir sur case blanche f7 · Pion noir sur case blanche h7 · Pion noir sur case noire d6 · Pion noir sur case blanche g6 · Pion noir sur case noire c5 · Pion blanc sur case blanche d5 · Pion blanc sur case blanche h5 · Pion blanc sur case blanche c4 · Cavalier blanc sur case noire c3 · Pion blanc sur case blanche a2 · Pion blanc sur case noire b2 · Roi blanc sur case blanche c2 · Dame blanche sur case noire f2 · Pion blanc sur case noire h2 · Tour blanche sur case blanche b1 · Fou blanc sur case blanche f1 · Dame noire sur case blanche h1 | Tour noire sur case blanche a8 · Cavalier noir sur case noire b8 · Tour noire sur case blanche e8 · Roi noir sur case blanche g8 · Pion noir sur case noire a7 · Pion noir sur case blanche b7 · Pion noir sur case blanche f7 · Pion noir sur case blanche h7 · Pion noir sur case noire d6 · Pion noir sur case blanche g6 · Pion noir sur case noire c5 · Pion blanc sur case blanche d5 · Pion blanc sur case blanche h5 · Pion blanc sur case blanche c4 · Cavalier blanc sur case noire c3 · Pion blanc sur case blanche a2 · Pion blanc sur case noire b2 · Roi blanc sur case blanche c2 · Dame blanche sur case noire f2 · Pion blanc sur case noire h2 · Tour blanche sur case blanche b1 · Fou blanc sur case blanche f1 · Dame noire sur case blanche h1 | 4 |
| 3 | Tour noire sur case blanche a8 · Cavalier noir sur case noire b8 · Tour noire sur case blanche e8 · Roi noir sur case blanche g8 · Pion noir sur case noire a7 · Pion noir sur case blanche b7 · Pion noir sur case blanche f7 · Pion noir sur case blanche h7 · Pion noir sur case noire d6 · Pion noir sur case blanche g6 · Pion noir sur case noire c5 · Pion blanc sur case blanche d5 · Pion blanc sur case blanche h5 · Pion blanc sur case blanche c4 · Cavalier blanc sur case noire c3 · Pion blanc sur case blanche a2 · Pion blanc sur case noire b2 · Roi blanc sur case blanche c2 · Dame blanche sur case noire f2 · Pion blanc sur case noire h2 · Tour blanche sur case blanche b1 · Fou blanc sur case blanche f1 · Dame noire sur case blanche h1 | Tour noire sur case blanche a8 · Cavalier noir sur case noire b8 · Tour noire sur case blanche e8 · Roi noir sur case blanche g8 · Pion noir sur case noire a7 · Pion noir sur case blanche b7 · Pion noir sur case blanche f7 · Pion noir sur case blanche h7 · Pion noir sur case noire d6 · Pion noir sur case blanche g6 · Pion noir sur case noire c5 · Pion blanc sur case blanche d5 · Pion blanc sur case blanche h5 · Pion blanc sur case blanche c4 · Cavalier blanc sur case noire c3 · Pion blanc sur case blanche a2 · Pion blanc sur case noire b2 · Roi blanc sur case blanche c2 · Dame blanche sur case noire f2 · Pion blanc sur case noire h2 · Tour blanche sur case blanche b1 · Fou blanc sur case blanche f1 · Dame noire sur case blanche h1 | Tour noire sur case blanche a8 · Cavalier noir sur case noire b8 · Tour noire sur case blanche e8 · Roi noir sur case blanche g8 · Pion noir sur case noire a7 · Pion noir sur case blanche b7 · Pion noir sur case blanche f7 · Pion noir sur case blanche h7 · Pion noir sur case noire d6 · Pion noir sur case blanche g6 · Pion noir sur case noire c5 · Pion blanc sur case blanche d5 · Pion blanc sur case blanche h5 · Pion blanc sur case blanche c4 · Cavalier blanc sur case noire c3 · Pion blanc sur case blanche a2 · Pion blanc sur case noire b2 · Roi blanc sur case blanche c2 · Dame blanche sur case noire f2 · Pion blanc sur case noire h2 · Tour blanche sur case blanche b1 · Fou blanc sur case blanche f1 · Dame noire sur case blanche h1 | Tour noire sur case blanche a8 · Cavalier noir sur case noire b8 · Tour noire sur case blanche e8 · Roi noir sur case blanche g8 · Pion noir sur case noire a7 · Pion noir sur case blanche b7 · Pion noir sur case blanche f7 · Pion noir sur case blanche h7 · Pion noir sur case noire d6 · Pion noir sur case blanche g6 · Pion noir sur case noire c5 · Pion blanc sur case blanche d5 · Pion blanc sur case blanche h5 · Pion blanc sur case blanche c4 · Cavalier blanc sur case noire c3 · Pion blanc sur case blanche a2 · Pion blanc sur case noire b2 · Roi blanc sur case blanche c2 · Dame blanche sur case noire f2 · Pion blanc sur case noire h2 · Tour blanche sur case blanche b1 · Fou blanc sur case blanche f1 · Dame noire sur case blanche h1 | Tour noire sur case blanche a8 · Cavalier noir sur case noire b8 · Tour noire sur case blanche e8 · Roi noir sur case blanche g8 · Pion noir sur case noire a7 · Pion noir sur case blanche b7 · Pion noir sur case blanche f7 · Pion noir sur case blanche h7 · Pion noir sur case noire d6 · Pion noir sur case blanche g6 · Pion noir sur case noire c5 · Pion blanc sur case blanche d5 · Pion blanc sur case blanche h5 · Pion blanc sur case blanche c4 · Cavalier blanc sur case noire c3 · Pion blanc sur case blanche a2 · Pion blanc sur case noire b2 · Roi blanc sur case blanche c2 · Dame blanche sur case noire f2 · Pion blanc sur case noire h2 · Tour blanche sur case blanche b1 · Fou blanc sur case blanche f1 · Dame noire sur case blanche h1 | Tour noire sur case blanche a8 · Cavalier noir sur case noire b8 · Tour noire sur case blanche e8 · Roi noir sur case blanche g8 · Pion noir sur case noire a7 · Pion noir sur case blanche b7 · Pion noir sur case blanche f7 · Pion noir sur case blanche h7 · Pion noir sur case noire d6 · Pion noir sur case blanche g6 · Pion noir sur case noire c5 · Pion blanc sur case blanche d5 · Pion blanc sur case blanche h5 · Pion blanc sur case blanche c4 · Cavalier blanc sur case noire c3 · Pion blanc sur case blanche a2 · Pion blanc sur case noire b2 · Roi blanc sur case blanche c2 · Dame blanche sur case noire f2 · Pion blanc sur case noire h2 · Tour blanche sur case blanche b1 · Fou blanc sur case blanche f1 · Dame noire sur case blanche h1 | Tour noire sur case blanche a8 · Cavalier noir sur case noire b8 · Tour noire sur case blanche e8 · Roi noir sur case blanche g8 · Pion noir sur case noire a7 · Pion noir sur case blanche b7 · Pion noir sur case blanche f7 · Pion noir sur case blanche h7 · Pion noir sur case noire d6 · Pion noir sur case blanche g6 · Pion noir sur case noire c5 · Pion blanc sur case blanche d5 · Pion blanc sur case blanche h5 · Pion blanc sur case blanche c4 · Cavalier blanc sur case noire c3 · Pion blanc sur case blanche a2 · Pion blanc sur case noire b2 · Roi blanc sur case blanche c2 · Dame blanche sur case noire f2 · Pion blanc sur case noire h2 · Tour blanche sur case blanche b1 · Fou blanc sur case blanche f1 · Dame noire sur case blanche h1 | Tour noire sur case blanche a8 · Cavalier noir sur case noire b8 · Tour noire sur case blanche e8 · Roi noir sur case blanche g8 · Pion noir sur case noire a7 · Pion noir sur case blanche b7 · Pion noir sur case blanche f7 · Pion noir sur case blanche h7 · Pion noir sur case noire d6 · Pion noir sur case blanche g6 · Pion noir sur case noire c5 · Pion blanc sur case blanche d5 · Pion blanc sur case blanche h5 · Pion blanc sur case blanche c4 · Cavalier blanc sur case noire c3 · Pion blanc sur case blanche a2 · Pion blanc sur case noire b2 · Roi blanc sur case blanche c2 · Dame blanche sur case noire f2 · Pion blanc sur case noire h2 · Tour blanche sur case blanche b1 · Fou blanc sur case blanche f1 · Dame noire sur case blanche h1 | 3 |
| 2 | Tour noire sur case blanche a8 · Cavalier noir sur case noire b8 · Tour noire sur case blanche e8 · Roi noir sur case blanche g8 · Pion noir sur case noire a7 · Pion noir sur case blanche b7 · Pion noir sur case blanche f7 · Pion noir sur case blanche h7 · Pion noir sur case noire d6 · Pion noir sur case blanche g6 · Pion noir sur case noire c5 · Pion blanc sur case blanche d5 · Pion blanc sur case blanche h5 · Pion blanc sur case blanche c4 · Cavalier blanc sur case noire c3 · Pion blanc sur case blanche a2 · Pion blanc sur case noire b2 · Roi blanc sur case blanche c2 · Dame blanche sur case noire f2 · Pion blanc sur case noire h2 · Tour blanche sur case blanche b1 · Fou blanc sur case blanche f1 · Dame noire sur case blanche h1 | Tour noire sur case blanche a8 · Cavalier noir sur case noire b8 · Tour noire sur case blanche e8 · Roi noir sur case blanche g8 · Pion noir sur case noire a7 · Pion noir sur case blanche b7 · Pion noir sur case blanche f7 · Pion noir sur case blanche h7 · Pion noir sur case noire d6 · Pion noir sur case blanche g6 · Pion noir sur case noire c5 · Pion blanc sur case blanche d5 · Pion blanc sur case blanche h5 · Pion blanc sur case blanche c4 · Cavalier blanc sur case noire c3 · Pion blanc sur case blanche a2 · Pion blanc sur case noire b2 · Roi blanc sur case blanche c2 · Dame blanche sur case noire f2 · Pion blanc sur case noire h2 · Tour blanche sur case blanche b1 · Fou blanc sur case blanche f1 · Dame noire sur case blanche h1 | Tour noire sur case blanche a8 · Cavalier noir sur case noire b8 · Tour noire sur case blanche e8 · Roi noir sur case blanche g8 · Pion noir sur case noire a7 · Pion noir sur case blanche b7 · Pion noir sur case blanche f7 · Pion noir sur case blanche h7 · Pion noir sur case noire d6 · Pion noir sur case blanche g6 · Pion noir sur case noire c5 · Pion blanc sur case blanche d5 · Pion blanc sur case blanche h5 · Pion blanc sur case blanche c4 · Cavalier blanc sur case noire c3 · Pion blanc sur case blanche a2 · Pion blanc sur case noire b2 · Roi blanc sur case blanche c2 · Dame blanche sur case noire f2 · Pion blanc sur case noire h2 · Tour blanche sur case blanche b1 · Fou blanc sur case blanche f1 · Dame noire sur case blanche h1 | Tour noire sur case blanche a8 · Cavalier noir sur case noire b8 · Tour noire sur case blanche e8 · Roi noir sur case blanche g8 · Pion noir sur case noire a7 · Pion noir sur case blanche b7 · Pion noir sur case blanche f7 · Pion noir sur case blanche h7 · Pion noir sur case noire d6 · Pion noir sur case blanche g6 · Pion noir sur case noire c5 · Pion blanc sur case blanche d5 · Pion blanc sur case blanche h5 · Pion blanc sur case blanche c4 · Cavalier blanc sur case noire c3 · Pion blanc sur case blanche a2 · Pion blanc sur case noire b2 · Roi blanc sur case blanche c2 · Dame blanche sur case noire f2 · Pion blanc sur case noire h2 · Tour blanche sur case blanche b1 · Fou blanc sur case blanche f1 · Dame noire sur case blanche h1 | Tour noire sur case blanche a8 · Cavalier noir sur case noire b8 · Tour noire sur case blanche e8 · Roi noir sur case blanche g8 · Pion noir sur case noire a7 · Pion noir sur case blanche b7 · Pion noir sur case blanche f7 · Pion noir sur case blanche h7 · Pion noir sur case noire d6 · Pion noir sur case blanche g6 · Pion noir sur case noire c5 · Pion blanc sur case blanche d5 · Pion blanc sur case blanche h5 · Pion blanc sur case blanche c4 · Cavalier blanc sur case noire c3 · Pion blanc sur case blanche a2 · Pion blanc sur case noire b2 · Roi blanc sur case blanche c2 · Dame blanche sur case noire f2 · Pion blanc sur case noire h2 · Tour blanche sur case blanche b1 · Fou blanc sur case blanche f1 · Dame noire sur case blanche h1 | Tour noire sur case blanche a8 · Cavalier noir sur case noire b8 · Tour noire sur case blanche e8 · Roi noir sur case blanche g8 · Pion noir sur case noire a7 · Pion noir sur case blanche b7 · Pion noir sur case blanche f7 · Pion noir sur case blanche h7 · Pion noir sur case noire d6 · Pion noir sur case blanche g6 · Pion noir sur case noire c5 · Pion blanc sur case blanche d5 · Pion blanc sur case blanche h5 · Pion blanc sur case blanche c4 · Cavalier blanc sur case noire c3 · Pion blanc sur case blanche a2 · Pion blanc sur case noire b2 · Roi blanc sur case blanche c2 · Dame blanche sur case noire f2 · Pion blanc sur case noire h2 · Tour blanche sur case blanche b1 · Fou blanc sur case blanche f1 · Dame noire sur case blanche h1 | Tour noire sur case blanche a8 · Cavalier noir sur case noire b8 · Tour noire sur case blanche e8 · Roi noir sur case blanche g8 · Pion noir sur case noire a7 · Pion noir sur case blanche b7 · Pion noir sur case blanche f7 · Pion noir sur case blanche h7 · Pion noir sur case noire d6 · Pion noir sur case blanche g6 · Pion noir sur case noire c5 · Pion blanc sur case blanche d5 · Pion blanc sur case blanche h5 · Pion blanc sur case blanche c4 · Cavalier blanc sur case noire c3 · Pion blanc sur case blanche a2 · Pion blanc sur case noire b2 · Roi blanc sur case blanche c2 · Dame blanche sur case noire f2 · Pion blanc sur case noire h2 · Tour blanche sur case blanche b1 · Fou blanc sur case blanche f1 · Dame noire sur case blanche h1 | Tour noire sur case blanche a8 · Cavalier noir sur case noire b8 · Tour noire sur case blanche e8 · Roi noir sur case blanche g8 · Pion noir sur case noire a7 · Pion noir sur case blanche b7 · Pion noir sur case blanche f7 · Pion noir sur case blanche h7 · Pion noir sur case noire d6 · Pion noir sur case blanche g6 · Pion noir sur case noire c5 · Pion blanc sur case blanche d5 · Pion blanc sur case blanche h5 · Pion blanc sur case blanche c4 · Cavalier blanc sur case noire c3 · Pion blanc sur case blanche a2 · Pion blanc sur case noire b2 · Roi blanc sur case blanche c2 · Dame blanche sur case noire f2 · Pion blanc sur case noire h2 · Tour blanche sur case blanche b1 · Fou blanc sur case blanche f1 · Dame noire sur case blanche h1 | 2 |
| 1 | Tour noire sur case blanche a8 · Cavalier noir sur case noire b8 · Tour noire sur case blanche e8 · Roi noir sur case blanche g8 · Pion noir sur case noire a7 · Pion noir sur case blanche b7 · Pion noir sur case blanche f7 · Pion noir sur case blanche h7 · Pion noir sur case noire d6 · Pion noir sur case blanche g6 · Pion noir sur case noire c5 · Pion blanc sur case blanche d5 · Pion blanc sur case blanche h5 · Pion blanc sur case blanche c4 · Cavalier blanc sur case noire c3 · Pion blanc sur case blanche a2 · Pion blanc sur case noire b2 · Roi blanc sur case blanche c2 · Dame blanche sur case noire f2 · Pion blanc sur case noire h2 · Tour blanche sur case blanche b1 · Fou blanc sur case blanche f1 · Dame noire sur case blanche h1 | Tour noire sur case blanche a8 · Cavalier noir sur case noire b8 · Tour noire sur case blanche e8 · Roi noir sur case blanche g8 · Pion noir sur case noire a7 · Pion noir sur case blanche b7 · Pion noir sur case blanche f7 · Pion noir sur case blanche h7 · Pion noir sur case noire d6 · Pion noir sur case blanche g6 · Pion noir sur case noire c5 · Pion blanc sur case blanche d5 · Pion blanc sur case blanche h5 · Pion blanc sur case blanche c4 · Cavalier blanc sur case noire c3 · Pion blanc sur case blanche a2 · Pion blanc sur case noire b2 · Roi blanc sur case blanche c2 · Dame blanche sur case noire f2 · Pion blanc sur case noire h2 · Tour blanche sur case blanche b1 · Fou blanc sur case blanche f1 · Dame noire sur case blanche h1 | Tour noire sur case blanche a8 · Cavalier noir sur case noire b8 · Tour noire sur case blanche e8 · Roi noir sur case blanche g8 · Pion noir sur case noire a7 · Pion noir sur case blanche b7 · Pion noir sur case blanche f7 · Pion noir sur case blanche h7 · Pion noir sur case noire d6 · Pion noir sur case blanche g6 · Pion noir sur case noire c5 · Pion blanc sur case blanche d5 · Pion blanc sur case blanche h5 · Pion blanc sur case blanche c4 · Cavalier blanc sur case noire c3 · Pion blanc sur case blanche a2 · Pion blanc sur case noire b2 · Roi blanc sur case blanche c2 · Dame blanche sur case noire f2 · Pion blanc sur case noire h2 · Tour blanche sur case blanche b1 · Fou blanc sur case blanche f1 · Dame noire sur case blanche h1 | Tour noire sur case blanche a8 · Cavalier noir sur case noire b8 · Tour noire sur case blanche e8 · Roi noir sur case blanche g8 · Pion noir sur case noire a7 · Pion noir sur case blanche b7 · Pion noir sur case blanche f7 · Pion noir sur case blanche h7 · Pion noir sur case noire d6 · Pion noir sur case blanche g6 · Pion noir sur case noire c5 · Pion blanc sur case blanche d5 · Pion blanc sur case blanche h5 · Pion blanc sur case blanche c4 · Cavalier blanc sur case noire c3 · Pion blanc sur case blanche a2 · Pion blanc sur case noire b2 · Roi blanc sur case blanche c2 · Dame blanche sur case noire f2 · Pion blanc sur case noire h2 · Tour blanche sur case blanche b1 · Fou blanc sur case blanche f1 · Dame noire sur case blanche h1 | Tour noire sur case blanche a8 · Cavalier noir sur case noire b8 · Tour noire sur case blanche e8 · Roi noir sur case blanche g8 · Pion noir sur case noire a7 · Pion noir sur case blanche b7 · Pion noir sur case blanche f7 · Pion noir sur case blanche h7 · Pion noir sur case noire d6 · Pion noir sur case blanche g6 · Pion noir sur case noire c5 · Pion blanc sur case blanche d5 · Pion blanc sur case blanche h5 · Pion blanc sur case blanche c4 · Cavalier blanc sur case noire c3 · Pion blanc sur case blanche a2 · Pion blanc sur case noire b2 · Roi blanc sur case blanche c2 · Dame blanche sur case noire f2 · Pion blanc sur case noire h2 · Tour blanche sur case blanche b1 · Fou blanc sur case blanche f1 · Dame noire sur case blanche h1 | Tour noire sur case blanche a8 · Cavalier noir sur case noire b8 · Tour noire sur case blanche e8 · Roi noir sur case blanche g8 · Pion noir sur case noire a7 · Pion noir sur case blanche b7 · Pion noir sur case blanche f7 · Pion noir sur case blanche h7 · Pion noir sur case noire d6 · Pion noir sur case blanche g6 · Pion noir sur case noire c5 · Pion blanc sur case blanche d5 · Pion blanc sur case blanche h5 · Pion blanc sur case blanche c4 · Cavalier blanc sur case noire c3 · Pion blanc sur case blanche a2 · Pion blanc sur case noire b2 · Roi blanc sur case blanche c2 · Dame blanche sur case noire f2 · Pion blanc sur case noire h2 · Tour blanche sur case blanche b1 · Fou blanc sur case blanche f1 · Dame noire sur case blanche h1 | Tour noire sur case blanche a8 · Cavalier noir sur case noire b8 · Tour noire sur case blanche e8 · Roi noir sur case blanche g8 · Pion noir sur case noire a7 · Pion noir sur case blanche b7 · Pion noir sur case blanche f7 · Pion noir sur case blanche h7 · Pion noir sur case noire d6 · Pion noir sur case blanche g6 · Pion noir sur case noire c5 · Pion blanc sur case blanche d5 · Pion blanc sur case blanche h5 · Pion blanc sur case blanche c4 · Cavalier blanc sur case noire c3 · Pion blanc sur case blanche a2 · Pion blanc sur case noire b2 · Roi blanc sur case blanche c2 · Dame blanche sur case noire f2 · Pion blanc sur case noire h2 · Tour blanche sur case blanche b1 · Fou blanc sur case blanche f1 · Dame noire sur case blanche h1 | Tour noire sur case blanche a8 · Cavalier noir sur case noire b8 · Tour noire sur case blanche e8 · Roi noir sur case blanche g8 · Pion noir sur case noire a7 · Pion noir sur case blanche b7 · Pion noir sur case blanche f7 · Pion noir sur case blanche h7 · Pion noir sur case noire d6 · Pion noir sur case blanche g6 · Pion noir sur case noire c5 · Pion blanc sur case blanche d5 · Pion blanc sur case blanche h5 · Pion blanc sur case blanche c4 · Cavalier blanc sur case noire c3 · Pion blanc sur case blanche a2 · Pion blanc sur case noire b2 · Roi blanc sur case blanche c2 · Dame blanche sur case noire f2 · Pion blanc sur case noire h2 · Tour blanche sur case blanche b1 · Fou blanc sur case blanche f1 · Dame noire sur case blanche h1 | 1 |
|   | a | b | c | d | e | f | g | h |   |

Anand – Guelfand 1 – 0 en 17 coups.
Le gain le plus rapide lors d’un championnat du monde (cadence longue)
1. d4 Cf6 2. c4 g6 3. f3 c5 4. d5 d6 5. e4 Fg7 6. Ce2 0–0 7. Cec3 Ch5 8. Fg5 Ff6 9. Fxf6 exf6 10. Dd2 f5 11. exf5 Fxf5 12. g4 Te8+ 13. Rd1 Fxb1 14. Txb1 Df6 15. gxh5 Dxf3+ 16. Rc2 Dxh1 17. Df2 (la dame est enfermée, par exemple 17... Cc6 18. dxc6 Dxc6 19. Fd3 avantage blancs) 1-0
Lors de la conférence de presse, Guelfand a avoué de ne pas avoir vu Df2.

##### Partie 12
|   | a | b | c | d | e | f | g | h |   |
| 8 | Tour noire sur case blanche a8 · Tour noire sur case noire d8 · Fou blanc sur case noire e7 · Roi noir sur case blanche f7 · Pion noir sur case noire g7 · Pion noir sur case blanche h7 · Pion noir sur case noire f6 · Pion noir sur case noire a5 · Fou noir sur case blanche d5 · Pion noir sur case noire e5 · Pion blanc sur case noire h4 · Pion blanc sur case blanche b3 · Pion blanc sur case blanche d3 · Cavalier blanc sur case blanche f3 · Pion blanc sur case blanche a2 · Pion blanc sur case noire f2 · Pion blanc sur case blanche g2 · Tour blanche sur case noire a1 · Tour blanche sur case noire c1 · Roi blanc sur case noire g1 | Tour noire sur case blanche a8 · Tour noire sur case noire d8 · Fou blanc sur case noire e7 · Roi noir sur case blanche f7 · Pion noir sur case noire g7 · Pion noir sur case blanche h7 · Pion noir sur case noire f6 · Pion noir sur case noire a5 · Fou noir sur case blanche d5 · Pion noir sur case noire e5 · Pion blanc sur case noire h4 · Pion blanc sur case blanche b3 · Pion blanc sur case blanche d3 · Cavalier blanc sur case blanche f3 · Pion blanc sur case blanche a2 · Pion blanc sur case noire f2 · Pion blanc sur case blanche g2 · Tour blanche sur case noire a1 · Tour blanche sur case noire c1 · Roi blanc sur case noire g1 | Tour noire sur case blanche a8 · Tour noire sur case noire d8 · Fou blanc sur case noire e7 · Roi noir sur case blanche f7 · Pion noir sur case noire g7 · Pion noir sur case blanche h7 · Pion noir sur case noire f6 · Pion noir sur case noire a5 · Fou noir sur case blanche d5 · Pion noir sur case noire e5 · Pion blanc sur case noire h4 · Pion blanc sur case blanche b3 · Pion blanc sur case blanche d3 · Cavalier blanc sur case blanche f3 · Pion blanc sur case blanche a2 · Pion blanc sur case noire f2 · Pion blanc sur case blanche g2 · Tour blanche sur case noire a1 · Tour blanche sur case noire c1 · Roi blanc sur case noire g1 | Tour noire sur case blanche a8 · Tour noire sur case noire d8 · Fou blanc sur case noire e7 · Roi noir sur case blanche f7 · Pion noir sur case noire g7 · Pion noir sur case blanche h7 · Pion noir sur case noire f6 · Pion noir sur case noire a5 · Fou noir sur case blanche d5 · Pion noir sur case noire e5 · Pion blanc sur case noire h4 · Pion blanc sur case blanche b3 · Pion blanc sur case blanche d3 · Cavalier blanc sur case blanche f3 · Pion blanc sur case blanche a2 · Pion blanc sur case noire f2 · Pion blanc sur case blanche g2 · Tour blanche sur case noire a1 · Tour blanche sur case noire c1 · Roi blanc sur case noire g1 | Tour noire sur case blanche a8 · Tour noire sur case noire d8 · Fou blanc sur case noire e7 · Roi noir sur case blanche f7 · Pion noir sur case noire g7 · Pion noir sur case blanche h7 · Pion noir sur case noire f6 · Pion noir sur case noire a5 · Fou noir sur case blanche d5 · Pion noir sur case noire e5 · Pion blanc sur case noire h4 · Pion blanc sur case blanche b3 · Pion blanc sur case blanche d3 · Cavalier blanc sur case blanche f3 · Pion blanc sur case blanche a2 · Pion blanc sur case noire f2 · Pion blanc sur case blanche g2 · Tour blanche sur case noire a1 · Tour blanche sur case noire c1 · Roi blanc sur case noire g1 | Tour noire sur case blanche a8 · Tour noire sur case noire d8 · Fou blanc sur case noire e7 · Roi noir sur case blanche f7 · Pion noir sur case noire g7 · Pion noir sur case blanche h7 · Pion noir sur case noire f6 · Pion noir sur case noire a5 · Fou noir sur case blanche d5 · Pion noir sur case noire e5 · Pion blanc sur case noire h4 · Pion blanc sur case blanche b3 · Pion blanc sur case blanche d3 · Cavalier blanc sur case blanche f3 · Pion blanc sur case blanche a2 · Pion blanc sur case noire f2 · Pion blanc sur case blanche g2 · Tour blanche sur case noire a1 · Tour blanche sur case noire c1 · Roi blanc sur case noire g1 | Tour noire sur case blanche a8 · Tour noire sur case noire d8 · Fou blanc sur case noire e7 · Roi noir sur case blanche f7 · Pion noir sur case noire g7 · Pion noir sur case blanche h7 · Pion noir sur case noire f6 · Pion noir sur case noire a5 · Fou noir sur case blanche d5 · Pion noir sur case noire e5 · Pion blanc sur case noire h4 · Pion blanc sur case blanche b3 · Pion blanc sur case blanche d3 · Cavalier blanc sur case blanche f3 · Pion blanc sur case blanche a2 · Pion blanc sur case noire f2 · Pion blanc sur case blanche g2 · Tour blanche sur case noire a1 · Tour blanche sur case noire c1 · Roi blanc sur case noire g1 | Tour noire sur case blanche a8 · Tour noire sur case noire d8 · Fou blanc sur case noire e7 · Roi noir sur case blanche f7 · Pion noir sur case noire g7 · Pion noir sur case blanche h7 · Pion noir sur case noire f6 · Pion noir sur case noire a5 · Fou noir sur case blanche d5 · Pion noir sur case noire e5 · Pion blanc sur case noire h4 · Pion blanc sur case blanche b3 · Pion blanc sur case blanche d3 · Cavalier blanc sur case blanche f3 · Pion blanc sur case blanche a2 · Pion blanc sur case noire f2 · Pion blanc sur case blanche g2 · Tour blanche sur case noire a1 · Tour blanche sur case noire c1 · Roi blanc sur case noire g1 | 8 |
| 7 | Tour noire sur case blanche a8 · Tour noire sur case noire d8 · Fou blanc sur case noire e7 · Roi noir sur case blanche f7 · Pion noir sur case noire g7 · Pion noir sur case blanche h7 · Pion noir sur case noire f6 · Pion noir sur case noire a5 · Fou noir sur case blanche d5 · Pion noir sur case noire e5 · Pion blanc sur case noire h4 · Pion blanc sur case blanche b3 · Pion blanc sur case blanche d3 · Cavalier blanc sur case blanche f3 · Pion blanc sur case blanche a2 · Pion blanc sur case noire f2 · Pion blanc sur case blanche g2 · Tour blanche sur case noire a1 · Tour blanche sur case noire c1 · Roi blanc sur case noire g1 | Tour noire sur case blanche a8 · Tour noire sur case noire d8 · Fou blanc sur case noire e7 · Roi noir sur case blanche f7 · Pion noir sur case noire g7 · Pion noir sur case blanche h7 · Pion noir sur case noire f6 · Pion noir sur case noire a5 · Fou noir sur case blanche d5 · Pion noir sur case noire e5 · Pion blanc sur case noire h4 · Pion blanc sur case blanche b3 · Pion blanc sur case blanche d3 · Cavalier blanc sur case blanche f3 · Pion blanc sur case blanche a2 · Pion blanc sur case noire f2 · Pion blanc sur case blanche g2 · Tour blanche sur case noire a1 · Tour blanche sur case noire c1 · Roi blanc sur case noire g1 | Tour noire sur case blanche a8 · Tour noire sur case noire d8 · Fou blanc sur case noire e7 · Roi noir sur case blanche f7 · Pion noir sur case noire g7 · Pion noir sur case blanche h7 · Pion noir sur case noire f6 · Pion noir sur case noire a5 · Fou noir sur case blanche d5 · Pion noir sur case noire e5 · Pion blanc sur case noire h4 · Pion blanc sur case blanche b3 · Pion blanc sur case blanche d3 · Cavalier blanc sur case blanche f3 · Pion blanc sur case blanche a2 · Pion blanc sur case noire f2 · Pion blanc sur case blanche g2 · Tour blanche sur case noire a1 · Tour blanche sur case noire c1 · Roi blanc sur case noire g1 | Tour noire sur case blanche a8 · Tour noire sur case noire d8 · Fou blanc sur case noire e7 · Roi noir sur case blanche f7 · Pion noir sur case noire g7 · Pion noir sur case blanche h7 · Pion noir sur case noire f6 · Pion noir sur case noire a5 · Fou noir sur case blanche d5 · Pion noir sur case noire e5 · Pion blanc sur case noire h4 · Pion blanc sur case blanche b3 · Pion blanc sur case blanche d3 · Cavalier blanc sur case blanche f3 · Pion blanc sur case blanche a2 · Pion blanc sur case noire f2 · Pion blanc sur case blanche g2 · Tour blanche sur case noire a1 · Tour blanche sur case noire c1 · Roi blanc sur case noire g1 | Tour noire sur case blanche a8 · Tour noire sur case noire d8 · Fou blanc sur case noire e7 · Roi noir sur case blanche f7 · Pion noir sur case noire g7 · Pion noir sur case blanche h7 · Pion noir sur case noire f6 · Pion noir sur case noire a5 · Fou noir sur case blanche d5 · Pion noir sur case noire e5 · Pion blanc sur case noire h4 · Pion blanc sur case blanche b3 · Pion blanc sur case blanche d3 · Cavalier blanc sur case blanche f3 · Pion blanc sur case blanche a2 · Pion blanc sur case noire f2 · Pion blanc sur case blanche g2 · Tour blanche sur case noire a1 · Tour blanche sur case noire c1 · Roi blanc sur case noire g1 | Tour noire sur case blanche a8 · Tour noire sur case noire d8 · Fou blanc sur case noire e7 · Roi noir sur case blanche f7 · Pion noir sur case noire g7 · Pion noir sur case blanche h7 · Pion noir sur case noire f6 · Pion noir sur case noire a5 · Fou noir sur case blanche d5 · Pion noir sur case noire e5 · Pion blanc sur case noire h4 · Pion blanc sur case blanche b3 · Pion blanc sur case blanche d3 · Cavalier blanc sur case blanche f3 · Pion blanc sur case blanche a2 · Pion blanc sur case noire f2 · Pion blanc sur case blanche g2 · Tour blanche sur case noire a1 · Tour blanche sur case noire c1 · Roi blanc sur case noire g1 | Tour noire sur case blanche a8 · Tour noire sur case noire d8 · Fou blanc sur case noire e7 · Roi noir sur case blanche f7 · Pion noir sur case noire g7 · Pion noir sur case blanche h7 · Pion noir sur case noire f6 · Pion noir sur case noire a5 · Fou noir sur case blanche d5 · Pion noir sur case noire e5 · Pion blanc sur case noire h4 · Pion blanc sur case blanche b3 · Pion blanc sur case blanche d3 · Cavalier blanc sur case blanche f3 · Pion blanc sur case blanche a2 · Pion blanc sur case noire f2 · Pion blanc sur case blanche g2 · Tour blanche sur case noire a1 · Tour blanche sur case noire c1 · Roi blanc sur case noire g1 | Tour noire sur case blanche a8 · Tour noire sur case noire d8 · Fou blanc sur case noire e7 · Roi noir sur case blanche f7 · Pion noir sur case noire g7 · Pion noir sur case blanche h7 · Pion noir sur case noire f6 · Pion noir sur case noire a5 · Fou noir sur case blanche d5 · Pion noir sur case noire e5 · Pion blanc sur case noire h4 · Pion blanc sur case blanche b3 · Pion blanc sur case blanche d3 · Cavalier blanc sur case blanche f3 · Pion blanc sur case blanche a2 · Pion blanc sur case noire f2 · Pion blanc sur case blanche g2 · Tour blanche sur case noire a1 · Tour blanche sur case noire c1 · Roi blanc sur case noire g1 | 7 |
| 6 | Tour noire sur case blanche a8 · Tour noire sur case noire d8 · Fou blanc sur case noire e7 · Roi noir sur case blanche f7 · Pion noir sur case noire g7 · Pion noir sur case blanche h7 · Pion noir sur case noire f6 · Pion noir sur case noire a5 · Fou noir sur case blanche d5 · Pion noir sur case noire e5 · Pion blanc sur case noire h4 · Pion blanc sur case blanche b3 · Pion blanc sur case blanche d3 · Cavalier blanc sur case blanche f3 · Pion blanc sur case blanche a2 · Pion blanc sur case noire f2 · Pion blanc sur case blanche g2 · Tour blanche sur case noire a1 · Tour blanche sur case noire c1 · Roi blanc sur case noire g1 | Tour noire sur case blanche a8 · Tour noire sur case noire d8 · Fou blanc sur case noire e7 · Roi noir sur case blanche f7 · Pion noir sur case noire g7 · Pion noir sur case blanche h7 · Pion noir sur case noire f6 · Pion noir sur case noire a5 · Fou noir sur case blanche d5 · Pion noir sur case noire e5 · Pion blanc sur case noire h4 · Pion blanc sur case blanche b3 · Pion blanc sur case blanche d3 · Cavalier blanc sur case blanche f3 · Pion blanc sur case blanche a2 · Pion blanc sur case noire f2 · Pion blanc sur case blanche g2 · Tour blanche sur case noire a1 · Tour blanche sur case noire c1 · Roi blanc sur case noire g1 | Tour noire sur case blanche a8 · Tour noire sur case noire d8 · Fou blanc sur case noire e7 · Roi noir sur case blanche f7 · Pion noir sur case noire g7 · Pion noir sur case blanche h7 · Pion noir sur case noire f6 · Pion noir sur case noire a5 · Fou noir sur case blanche d5 · Pion noir sur case noire e5 · Pion blanc sur case noire h4 · Pion blanc sur case blanche b3 · Pion blanc sur case blanche d3 · Cavalier blanc sur case blanche f3 · Pion blanc sur case blanche a2 · Pion blanc sur case noire f2 · Pion blanc sur case blanche g2 · Tour blanche sur case noire a1 · Tour blanche sur case noire c1 · Roi blanc sur case noire g1 | Tour noire sur case blanche a8 · Tour noire sur case noire d8 · Fou blanc sur case noire e7 · Roi noir sur case blanche f7 · Pion noir sur case noire g7 · Pion noir sur case blanche h7 · Pion noir sur case noire f6 · Pion noir sur case noire a5 · Fou noir sur case blanche d5 · Pion noir sur case noire e5 · Pion blanc sur case noire h4 · Pion blanc sur case blanche b3 · Pion blanc sur case blanche d3 · Cavalier blanc sur case blanche f3 · Pion blanc sur case blanche a2 · Pion blanc sur case noire f2 · Pion blanc sur case blanche g2 · Tour blanche sur case noire a1 · Tour blanche sur case noire c1 · Roi blanc sur case noire g1 | Tour noire sur case blanche a8 · Tour noire sur case noire d8 · Fou blanc sur case noire e7 · Roi noir sur case blanche f7 · Pion noir sur case noire g7 · Pion noir sur case blanche h7 · Pion noir sur case noire f6 · Pion noir sur case noire a5 · Fou noir sur case blanche d5 · Pion noir sur case noire e5 · Pion blanc sur case noire h4 · Pion blanc sur case blanche b3 · Pion blanc sur case blanche d3 · Cavalier blanc sur case blanche f3 · Pion blanc sur case blanche a2 · Pion blanc sur case noire f2 · Pion blanc sur case blanche g2 · Tour blanche sur case noire a1 · Tour blanche sur case noire c1 · Roi blanc sur case noire g1 | Tour noire sur case blanche a8 · Tour noire sur case noire d8 · Fou blanc sur case noire e7 · Roi noir sur case blanche f7 · Pion noir sur case noire g7 · Pion noir sur case blanche h7 · Pion noir sur case noire f6 · Pion noir sur case noire a5 · Fou noir sur case blanche d5 · Pion noir sur case noire e5 · Pion blanc sur case noire h4 · Pion blanc sur case blanche b3 · Pion blanc sur case blanche d3 · Cavalier blanc sur case blanche f3 · Pion blanc sur case blanche a2 · Pion blanc sur case noire f2 · Pion blanc sur case blanche g2 · Tour blanche sur case noire a1 · Tour blanche sur case noire c1 · Roi blanc sur case noire g1 | Tour noire sur case blanche a8 · Tour noire sur case noire d8 · Fou blanc sur case noire e7 · Roi noir sur case blanche f7 · Pion noir sur case noire g7 · Pion noir sur case blanche h7 · Pion noir sur case noire f6 · Pion noir sur case noire a5 · Fou noir sur case blanche d5 · Pion noir sur case noire e5 · Pion blanc sur case noire h4 · Pion blanc sur case blanche b3 · Pion blanc sur case blanche d3 · Cavalier blanc sur case blanche f3 · Pion blanc sur case blanche a2 · Pion blanc sur case noire f2 · Pion blanc sur case blanche g2 · Tour blanche sur case noire a1 · Tour blanche sur case noire c1 · Roi blanc sur case noire g1 | Tour noire sur case blanche a8 · Tour noire sur case noire d8 · Fou blanc sur case noire e7 · Roi noir sur case blanche f7 · Pion noir sur case noire g7 · Pion noir sur case blanche h7 · Pion noir sur case noire f6 · Pion noir sur case noire a5 · Fou noir sur case blanche d5 · Pion noir sur case noire e5 · Pion blanc sur case noire h4 · Pion blanc sur case blanche b3 · Pion blanc sur case blanche d3 · Cavalier blanc sur case blanche f3 · Pion blanc sur case blanche a2 · Pion blanc sur case noire f2 · Pion blanc sur case blanche g2 · Tour blanche sur case noire a1 · Tour blanche sur case noire c1 · Roi blanc sur case noire g1 | 6 |
| 5 | Tour noire sur case blanche a8 · Tour noire sur case noire d8 · Fou blanc sur case noire e7 · Roi noir sur case blanche f7 · Pion noir sur case noire g7 · Pion noir sur case blanche h7 · Pion noir sur case noire f6 · Pion noir sur case noire a5 · Fou noir sur case blanche d5 · Pion noir sur case noire e5 · Pion blanc sur case noire h4 · Pion blanc sur case blanche b3 · Pion blanc sur case blanche d3 · Cavalier blanc sur case blanche f3 · Pion blanc sur case blanche a2 · Pion blanc sur case noire f2 · Pion blanc sur case blanche g2 · Tour blanche sur case noire a1 · Tour blanche sur case noire c1 · Roi blanc sur case noire g1 | Tour noire sur case blanche a8 · Tour noire sur case noire d8 · Fou blanc sur case noire e7 · Roi noir sur case blanche f7 · Pion noir sur case noire g7 · Pion noir sur case blanche h7 · Pion noir sur case noire f6 · Pion noir sur case noire a5 · Fou noir sur case blanche d5 · Pion noir sur case noire e5 · Pion blanc sur case noire h4 · Pion blanc sur case blanche b3 · Pion blanc sur case blanche d3 · Cavalier blanc sur case blanche f3 · Pion blanc sur case blanche a2 · Pion blanc sur case noire f2 · Pion blanc sur case blanche g2 · Tour blanche sur case noire a1 · Tour blanche sur case noire c1 · Roi blanc sur case noire g1 | Tour noire sur case blanche a8 · Tour noire sur case noire d8 · Fou blanc sur case noire e7 · Roi noir sur case blanche f7 · Pion noir sur case noire g7 · Pion noir sur case blanche h7 · Pion noir sur case noire f6 · Pion noir sur case noire a5 · Fou noir sur case blanche d5 · Pion noir sur case noire e5 · Pion blanc sur case noire h4 · Pion blanc sur case blanche b3 · Pion blanc sur case blanche d3 · Cavalier blanc sur case blanche f3 · Pion blanc sur case blanche a2 · Pion blanc sur case noire f2 · Pion blanc sur case blanche g2 · Tour blanche sur case noire a1 · Tour blanche sur case noire c1 · Roi blanc sur case noire g1 | Tour noire sur case blanche a8 · Tour noire sur case noire d8 · Fou blanc sur case noire e7 · Roi noir sur case blanche f7 · Pion noir sur case noire g7 · Pion noir sur case blanche h7 · Pion noir sur case noire f6 · Pion noir sur case noire a5 · Fou noir sur case blanche d5 · Pion noir sur case noire e5 · Pion blanc sur case noire h4 · Pion blanc sur case blanche b3 · Pion blanc sur case blanche d3 · Cavalier blanc sur case blanche f3 · Pion blanc sur case blanche a2 · Pion blanc sur case noire f2 · Pion blanc sur case blanche g2 · Tour blanche sur case noire a1 · Tour blanche sur case noire c1 · Roi blanc sur case noire g1 | Tour noire sur case blanche a8 · Tour noire sur case noire d8 · Fou blanc sur case noire e7 · Roi noir sur case blanche f7 · Pion noir sur case noire g7 · Pion noir sur case blanche h7 · Pion noir sur case noire f6 · Pion noir sur case noire a5 · Fou noir sur case blanche d5 · Pion noir sur case noire e5 · Pion blanc sur case noire h4 · Pion blanc sur case blanche b3 · Pion blanc sur case blanche d3 · Cavalier blanc sur case blanche f3 · Pion blanc sur case blanche a2 · Pion blanc sur case noire f2 · Pion blanc sur case blanche g2 · Tour blanche sur case noire a1 · Tour blanche sur case noire c1 · Roi blanc sur case noire g1 | Tour noire sur case blanche a8 · Tour noire sur case noire d8 · Fou blanc sur case noire e7 · Roi noir sur case blanche f7 · Pion noir sur case noire g7 · Pion noir sur case blanche h7 · Pion noir sur case noire f6 · Pion noir sur case noire a5 · Fou noir sur case blanche d5 · Pion noir sur case noire e5 · Pion blanc sur case noire h4 · Pion blanc sur case blanche b3 · Pion blanc sur case blanche d3 · Cavalier blanc sur case blanche f3 · Pion blanc sur case blanche a2 · Pion blanc sur case noire f2 · Pion blanc sur case blanche g2 · Tour blanche sur case noire a1 · Tour blanche sur case noire c1 · Roi blanc sur case noire g1 | Tour noire sur case blanche a8 · Tour noire sur case noire d8 · Fou blanc sur case noire e7 · Roi noir sur case blanche f7 · Pion noir sur case noire g7 · Pion noir sur case blanche h7 · Pion noir sur case noire f6 · Pion noir sur case noire a5 · Fou noir sur case blanche d5 · Pion noir sur case noire e5 · Pion blanc sur case noire h4 · Pion blanc sur case blanche b3 · Pion blanc sur case blanche d3 · Cavalier blanc sur case blanche f3 · Pion blanc sur case blanche a2 · Pion blanc sur case noire f2 · Pion blanc sur case blanche g2 · Tour blanche sur case noire a1 · Tour blanche sur case noire c1 · Roi blanc sur case noire g1 | Tour noire sur case blanche a8 · Tour noire sur case noire d8 · Fou blanc sur case noire e7 · Roi noir sur case blanche f7 · Pion noir sur case noire g7 · Pion noir sur case blanche h7 · Pion noir sur case noire f6 · Pion noir sur case noire a5 · Fou noir sur case blanche d5 · Pion noir sur case noire e5 · Pion blanc sur case noire h4 · Pion blanc sur case blanche b3 · Pion blanc sur case blanche d3 · Cavalier blanc sur case blanche f3 · Pion blanc sur case blanche a2 · Pion blanc sur case noire f2 · Pion blanc sur case blanche g2 · Tour blanche sur case noire a1 · Tour blanche sur case noire c1 · Roi blanc sur case noire g1 | 5 |
| 4 | Tour noire sur case blanche a8 · Tour noire sur case noire d8 · Fou blanc sur case noire e7 · Roi noir sur case blanche f7 · Pion noir sur case noire g7 · Pion noir sur case blanche h7 · Pion noir sur case noire f6 · Pion noir sur case noire a5 · Fou noir sur case blanche d5 · Pion noir sur case noire e5 · Pion blanc sur case noire h4 · Pion blanc sur case blanche b3 · Pion blanc sur case blanche d3 · Cavalier blanc sur case blanche f3 · Pion blanc sur case blanche a2 · Pion blanc sur case noire f2 · Pion blanc sur case blanche g2 · Tour blanche sur case noire a1 · Tour blanche sur case noire c1 · Roi blanc sur case noire g1 | Tour noire sur case blanche a8 · Tour noire sur case noire d8 · Fou blanc sur case noire e7 · Roi noir sur case blanche f7 · Pion noir sur case noire g7 · Pion noir sur case blanche h7 · Pion noir sur case noire f6 · Pion noir sur case noire a5 · Fou noir sur case blanche d5 · Pion noir sur case noire e5 · Pion blanc sur case noire h4 · Pion blanc sur case blanche b3 · Pion blanc sur case blanche d3 · Cavalier blanc sur case blanche f3 · Pion blanc sur case blanche a2 · Pion blanc sur case noire f2 · Pion blanc sur case blanche g2 · Tour blanche sur case noire a1 · Tour blanche sur case noire c1 · Roi blanc sur case noire g1 | Tour noire sur case blanche a8 · Tour noire sur case noire d8 · Fou blanc sur case noire e7 · Roi noir sur case blanche f7 · Pion noir sur case noire g7 · Pion noir sur case blanche h7 · Pion noir sur case noire f6 · Pion noir sur case noire a5 · Fou noir sur case blanche d5 · Pion noir sur case noire e5 · Pion blanc sur case noire h4 · Pion blanc sur case blanche b3 · Pion blanc sur case blanche d3 · Cavalier blanc sur case blanche f3 · Pion blanc sur case blanche a2 · Pion blanc sur case noire f2 · Pion blanc sur case blanche g2 · Tour blanche sur case noire a1 · Tour blanche sur case noire c1 · Roi blanc sur case noire g1 | Tour noire sur case blanche a8 · Tour noire sur case noire d8 · Fou blanc sur case noire e7 · Roi noir sur case blanche f7 · Pion noir sur case noire g7 · Pion noir sur case blanche h7 · Pion noir sur case noire f6 · Pion noir sur case noire a5 · Fou noir sur case blanche d5 · Pion noir sur case noire e5 · Pion blanc sur case noire h4 · Pion blanc sur case blanche b3 · Pion blanc sur case blanche d3 · Cavalier blanc sur case blanche f3 · Pion blanc sur case blanche a2 · Pion blanc sur case noire f2 · Pion blanc sur case blanche g2 · Tour blanche sur case noire a1 · Tour blanche sur case noire c1 · Roi blanc sur case noire g1 | Tour noire sur case blanche a8 · Tour noire sur case noire d8 · Fou blanc sur case noire e7 · Roi noir sur case blanche f7 · Pion noir sur case noire g7 · Pion noir sur case blanche h7 · Pion noir sur case noire f6 · Pion noir sur case noire a5 · Fou noir sur case blanche d5 · Pion noir sur case noire e5 · Pion blanc sur case noire h4 · Pion blanc sur case blanche b3 · Pion blanc sur case blanche d3 · Cavalier blanc sur case blanche f3 · Pion blanc sur case blanche a2 · Pion blanc sur case noire f2 · Pion blanc sur case blanche g2 · Tour blanche sur case noire a1 · Tour blanche sur case noire c1 · Roi blanc sur case noire g1 | Tour noire sur case blanche a8 · Tour noire sur case noire d8 · Fou blanc sur case noire e7 · Roi noir sur case blanche f7 · Pion noir sur case noire g7 · Pion noir sur case blanche h7 · Pion noir sur case noire f6 · Pion noir sur case noire a5 · Fou noir sur case blanche d5 · Pion noir sur case noire e5 · Pion blanc sur case noire h4 · Pion blanc sur case blanche b3 · Pion blanc sur case blanche d3 · Cavalier blanc sur case blanche f3 · Pion blanc sur case blanche a2 · Pion blanc sur case noire f2 · Pion blanc sur case blanche g2 · Tour blanche sur case noire a1 · Tour blanche sur case noire c1 · Roi blanc sur case noire g1 | Tour noire sur case blanche a8 · Tour noire sur case noire d8 · Fou blanc sur case noire e7 · Roi noir sur case blanche f7 · Pion noir sur case noire g7 · Pion noir sur case blanche h7 · Pion noir sur case noire f6 · Pion noir sur case noire a5 · Fou noir sur case blanche d5 · Pion noir sur case noire e5 · Pion blanc sur case noire h4 · Pion blanc sur case blanche b3 · Pion blanc sur case blanche d3 · Cavalier blanc sur case blanche f3 · Pion blanc sur case blanche a2 · Pion blanc sur case noire f2 · Pion blanc sur case blanche g2 · Tour blanche sur case noire a1 · Tour blanche sur case noire c1 · Roi blanc sur case noire g1 | Tour noire sur case blanche a8 · Tour noire sur case noire d8 · Fou blanc sur case noire e7 · Roi noir sur case blanche f7 · Pion noir sur case noire g7 · Pion noir sur case blanche h7 · Pion noir sur case noire f6 · Pion noir sur case noire a5 · Fou noir sur case blanche d5 · Pion noir sur case noire e5 · Pion blanc sur case noire h4 · Pion blanc sur case blanche b3 · Pion blanc sur case blanche d3 · Cavalier blanc sur case blanche f3 · Pion blanc sur case blanche a2 · Pion blanc sur case noire f2 · Pion blanc sur case blanche g2 · Tour blanche sur case noire a1 · Tour blanche sur case noire c1 · Roi blanc sur case noire g1 | 4 |
| 3 | Tour noire sur case blanche a8 · Tour noire sur case noire d8 · Fou blanc sur case noire e7 · Roi noir sur case blanche f7 · Pion noir sur case noire g7 · Pion noir sur case blanche h7 · Pion noir sur case noire f6 · Pion noir sur case noire a5 · Fou noir sur case blanche d5 · Pion noir sur case noire e5 · Pion blanc sur case noire h4 · Pion blanc sur case blanche b3 · Pion blanc sur case blanche d3 · Cavalier blanc sur case blanche f3 · Pion blanc sur case blanche a2 · Pion blanc sur case noire f2 · Pion blanc sur case blanche g2 · Tour blanche sur case noire a1 · Tour blanche sur case noire c1 · Roi blanc sur case noire g1 | Tour noire sur case blanche a8 · Tour noire sur case noire d8 · Fou blanc sur case noire e7 · Roi noir sur case blanche f7 · Pion noir sur case noire g7 · Pion noir sur case blanche h7 · Pion noir sur case noire f6 · Pion noir sur case noire a5 · Fou noir sur case blanche d5 · Pion noir sur case noire e5 · Pion blanc sur case noire h4 · Pion blanc sur case blanche b3 · Pion blanc sur case blanche d3 · Cavalier blanc sur case blanche f3 · Pion blanc sur case blanche a2 · Pion blanc sur case noire f2 · Pion blanc sur case blanche g2 · Tour blanche sur case noire a1 · Tour blanche sur case noire c1 · Roi blanc sur case noire g1 | Tour noire sur case blanche a8 · Tour noire sur case noire d8 · Fou blanc sur case noire e7 · Roi noir sur case blanche f7 · Pion noir sur case noire g7 · Pion noir sur case blanche h7 · Pion noir sur case noire f6 · Pion noir sur case noire a5 · Fou noir sur case blanche d5 · Pion noir sur case noire e5 · Pion blanc sur case noire h4 · Pion blanc sur case blanche b3 · Pion blanc sur case blanche d3 · Cavalier blanc sur case blanche f3 · Pion blanc sur case blanche a2 · Pion blanc sur case noire f2 · Pion blanc sur case blanche g2 · Tour blanche sur case noire a1 · Tour blanche sur case noire c1 · Roi blanc sur case noire g1 | Tour noire sur case blanche a8 · Tour noire sur case noire d8 · Fou blanc sur case noire e7 · Roi noir sur case blanche f7 · Pion noir sur case noire g7 · Pion noir sur case blanche h7 · Pion noir sur case noire f6 · Pion noir sur case noire a5 · Fou noir sur case blanche d5 · Pion noir sur case noire e5 · Pion blanc sur case noire h4 · Pion blanc sur case blanche b3 · Pion blanc sur case blanche d3 · Cavalier blanc sur case blanche f3 · Pion blanc sur case blanche a2 · Pion blanc sur case noire f2 · Pion blanc sur case blanche g2 · Tour blanche sur case noire a1 · Tour blanche sur case noire c1 · Roi blanc sur case noire g1 | Tour noire sur case blanche a8 · Tour noire sur case noire d8 · Fou blanc sur case noire e7 · Roi noir sur case blanche f7 · Pion noir sur case noire g7 · Pion noir sur case blanche h7 · Pion noir sur case noire f6 · Pion noir sur case noire a5 · Fou noir sur case blanche d5 · Pion noir sur case noire e5 · Pion blanc sur case noire h4 · Pion blanc sur case blanche b3 · Pion blanc sur case blanche d3 · Cavalier blanc sur case blanche f3 · Pion blanc sur case blanche a2 · Pion blanc sur case noire f2 · Pion blanc sur case blanche g2 · Tour blanche sur case noire a1 · Tour blanche sur case noire c1 · Roi blanc sur case noire g1 | Tour noire sur case blanche a8 · Tour noire sur case noire d8 · Fou blanc sur case noire e7 · Roi noir sur case blanche f7 · Pion noir sur case noire g7 · Pion noir sur case blanche h7 · Pion noir sur case noire f6 · Pion noir sur case noire a5 · Fou noir sur case blanche d5 · Pion noir sur case noire e5 · Pion blanc sur case noire h4 · Pion blanc sur case blanche b3 · Pion blanc sur case blanche d3 · Cavalier blanc sur case blanche f3 · Pion blanc sur case blanche a2 · Pion blanc sur case noire f2 · Pion blanc sur case blanche g2 · Tour blanche sur case noire a1 · Tour blanche sur case noire c1 · Roi blanc sur case noire g1 | Tour noire sur case blanche a8 · Tour noire sur case noire d8 · Fou blanc sur case noire e7 · Roi noir sur case blanche f7 · Pion noir sur case noire g7 · Pion noir sur case blanche h7 · Pion noir sur case noire f6 · Pion noir sur case noire a5 · Fou noir sur case blanche d5 · Pion noir sur case noire e5 · Pion blanc sur case noire h4 · Pion blanc sur case blanche b3 · Pion blanc sur case blanche d3 · Cavalier blanc sur case blanche f3 · Pion blanc sur case blanche a2 · Pion blanc sur case noire f2 · Pion blanc sur case blanche g2 · Tour blanche sur case noire a1 · Tour blanche sur case noire c1 · Roi blanc sur case noire g1 | Tour noire sur case blanche a8 · Tour noire sur case noire d8 · Fou blanc sur case noire e7 · Roi noir sur case blanche f7 · Pion noir sur case noire g7 · Pion noir sur case blanche h7 · Pion noir sur case noire f6 · Pion noir sur case noire a5 · Fou noir sur case blanche d5 · Pion noir sur case noire e5 · Pion blanc sur case noire h4 · Pion blanc sur case blanche b3 · Pion blanc sur case blanche d3 · Cavalier blanc sur case blanche f3 · Pion blanc sur case blanche a2 · Pion blanc sur case noire f2 · Pion blanc sur case blanche g2 · Tour blanche sur case noire a1 · Tour blanche sur case noire c1 · Roi blanc sur case noire g1 | 3 |
| 2 | Tour noire sur case blanche a8 · Tour noire sur case noire d8 · Fou blanc sur case noire e7 · Roi noir sur case blanche f7 · Pion noir sur case noire g7 · Pion noir sur case blanche h7 · Pion noir sur case noire f6 · Pion noir sur case noire a5 · Fou noir sur case blanche d5 · Pion noir sur case noire e5 · Pion blanc sur case noire h4 · Pion blanc sur case blanche b3 · Pion blanc sur case blanche d3 · Cavalier blanc sur case blanche f3 · Pion blanc sur case blanche a2 · Pion blanc sur case noire f2 · Pion blanc sur case blanche g2 · Tour blanche sur case noire a1 · Tour blanche sur case noire c1 · Roi blanc sur case noire g1 | Tour noire sur case blanche a8 · Tour noire sur case noire d8 · Fou blanc sur case noire e7 · Roi noir sur case blanche f7 · Pion noir sur case noire g7 · Pion noir sur case blanche h7 · Pion noir sur case noire f6 · Pion noir sur case noire a5 · Fou noir sur case blanche d5 · Pion noir sur case noire e5 · Pion blanc sur case noire h4 · Pion blanc sur case blanche b3 · Pion blanc sur case blanche d3 · Cavalier blanc sur case blanche f3 · Pion blanc sur case blanche a2 · Pion blanc sur case noire f2 · Pion blanc sur case blanche g2 · Tour blanche sur case noire a1 · Tour blanche sur case noire c1 · Roi blanc sur case noire g1 | Tour noire sur case blanche a8 · Tour noire sur case noire d8 · Fou blanc sur case noire e7 · Roi noir sur case blanche f7 · Pion noir sur case noire g7 · Pion noir sur case blanche h7 · Pion noir sur case noire f6 · Pion noir sur case noire a5 · Fou noir sur case blanche d5 · Pion noir sur case noire e5 · Pion blanc sur case noire h4 · Pion blanc sur case blanche b3 · Pion blanc sur case blanche d3 · Cavalier blanc sur case blanche f3 · Pion blanc sur case blanche a2 · Pion blanc sur case noire f2 · Pion blanc sur case blanche g2 · Tour blanche sur case noire a1 · Tour blanche sur case noire c1 · Roi blanc sur case noire g1 | Tour noire sur case blanche a8 · Tour noire sur case noire d8 · Fou blanc sur case noire e7 · Roi noir sur case blanche f7 · Pion noir sur case noire g7 · Pion noir sur case blanche h7 · Pion noir sur case noire f6 · Pion noir sur case noire a5 · Fou noir sur case blanche d5 · Pion noir sur case noire e5 · Pion blanc sur case noire h4 · Pion blanc sur case blanche b3 · Pion blanc sur case blanche d3 · Cavalier blanc sur case blanche f3 · Pion blanc sur case blanche a2 · Pion blanc sur case noire f2 · Pion blanc sur case blanche g2 · Tour blanche sur case noire a1 · Tour blanche sur case noire c1 · Roi blanc sur case noire g1 | Tour noire sur case blanche a8 · Tour noire sur case noire d8 · Fou blanc sur case noire e7 · Roi noir sur case blanche f7 · Pion noir sur case noire g7 · Pion noir sur case blanche h7 · Pion noir sur case noire f6 · Pion noir sur case noire a5 · Fou noir sur case blanche d5 · Pion noir sur case noire e5 · Pion blanc sur case noire h4 · Pion blanc sur case blanche b3 · Pion blanc sur case blanche d3 · Cavalier blanc sur case blanche f3 · Pion blanc sur case blanche a2 · Pion blanc sur case noire f2 · Pion blanc sur case blanche g2 · Tour blanche sur case noire a1 · Tour blanche sur case noire c1 · Roi blanc sur case noire g1 | Tour noire sur case blanche a8 · Tour noire sur case noire d8 · Fou blanc sur case noire e7 · Roi noir sur case blanche f7 · Pion noir sur case noire g7 · Pion noir sur case blanche h7 · Pion noir sur case noire f6 · Pion noir sur case noire a5 · Fou noir sur case blanche d5 · Pion noir sur case noire e5 · Pion blanc sur case noire h4 · Pion blanc sur case blanche b3 · Pion blanc sur case blanche d3 · Cavalier blanc sur case blanche f3 · Pion blanc sur case blanche a2 · Pion blanc sur case noire f2 · Pion blanc sur case blanche g2 · Tour blanche sur case noire a1 · Tour blanche sur case noire c1 · Roi blanc sur case noire g1 | Tour noire sur case blanche a8 · Tour noire sur case noire d8 · Fou blanc sur case noire e7 · Roi noir sur case blanche f7 · Pion noir sur case noire g7 · Pion noir sur case blanche h7 · Pion noir sur case noire f6 · Pion noir sur case noire a5 · Fou noir sur case blanche d5 · Pion noir sur case noire e5 · Pion blanc sur case noire h4 · Pion blanc sur case blanche b3 · Pion blanc sur case blanche d3 · Cavalier blanc sur case blanche f3 · Pion blanc sur case blanche a2 · Pion blanc sur case noire f2 · Pion blanc sur case blanche g2 · Tour blanche sur case noire a1 · Tour blanche sur case noire c1 · Roi blanc sur case noire g1 | Tour noire sur case blanche a8 · Tour noire sur case noire d8 · Fou blanc sur case noire e7 · Roi noir sur case blanche f7 · Pion noir sur case noire g7 · Pion noir sur case blanche h7 · Pion noir sur case noire f6 · Pion noir sur case noire a5 · Fou noir sur case blanche d5 · Pion noir sur case noire e5 · Pion blanc sur case noire h4 · Pion blanc sur case blanche b3 · Pion blanc sur case blanche d3 · Cavalier blanc sur case blanche f3 · Pion blanc sur case blanche a2 · Pion blanc sur case noire f2 · Pion blanc sur case blanche g2 · Tour blanche sur case noire a1 · Tour blanche sur case noire c1 · Roi blanc sur case noire g1 | 2 |
| 1 | Tour noire sur case blanche a8 · Tour noire sur case noire d8 · Fou blanc sur case noire e7 · Roi noir sur case blanche f7 · Pion noir sur case noire g7 · Pion noir sur case blanche h7 · Pion noir sur case noire f6 · Pion noir sur case noire a5 · Fou noir sur case blanche d5 · Pion noir sur case noire e5 · Pion blanc sur case noire h4 · Pion blanc sur case blanche b3 · Pion blanc sur case blanche d3 · Cavalier blanc sur case blanche f3 · Pion blanc sur case blanche a2 · Pion blanc sur case noire f2 · Pion blanc sur case blanche g2 · Tour blanche sur case noire a1 · Tour blanche sur case noire c1 · Roi blanc sur case noire g1 | Tour noire sur case blanche a8 · Tour noire sur case noire d8 · Fou blanc sur case noire e7 · Roi noir sur case blanche f7 · Pion noir sur case noire g7 · Pion noir sur case blanche h7 · Pion noir sur case noire f6 · Pion noir sur case noire a5 · Fou noir sur case blanche d5 · Pion noir sur case noire e5 · Pion blanc sur case noire h4 · Pion blanc sur case blanche b3 · Pion blanc sur case blanche d3 · Cavalier blanc sur case blanche f3 · Pion blanc sur case blanche a2 · Pion blanc sur case noire f2 · Pion blanc sur case blanche g2 · Tour blanche sur case noire a1 · Tour blanche sur case noire c1 · Roi blanc sur case noire g1 | Tour noire sur case blanche a8 · Tour noire sur case noire d8 · Fou blanc sur case noire e7 · Roi noir sur case blanche f7 · Pion noir sur case noire g7 · Pion noir sur case blanche h7 · Pion noir sur case noire f6 · Pion noir sur case noire a5 · Fou noir sur case blanche d5 · Pion noir sur case noire e5 · Pion blanc sur case noire h4 · Pion blanc sur case blanche b3 · Pion blanc sur case blanche d3 · Cavalier blanc sur case blanche f3 · Pion blanc sur case blanche a2 · Pion blanc sur case noire f2 · Pion blanc sur case blanche g2 · Tour blanche sur case noire a1 · Tour blanche sur case noire c1 · Roi blanc sur case noire g1 | Tour noire sur case blanche a8 · Tour noire sur case noire d8 · Fou blanc sur case noire e7 · Roi noir sur case blanche f7 · Pion noir sur case noire g7 · Pion noir sur case blanche h7 · Pion noir sur case noire f6 · Pion noir sur case noire a5 · Fou noir sur case blanche d5 · Pion noir sur case noire e5 · Pion blanc sur case noire h4 · Pion blanc sur case blanche b3 · Pion blanc sur case blanche d3 · Cavalier blanc sur case blanche f3 · Pion blanc sur case blanche a2 · Pion blanc sur case noire f2 · Pion blanc sur case blanche g2 · Tour blanche sur case noire a1 · Tour blanche sur case noire c1 · Roi blanc sur case noire g1 | Tour noire sur case blanche a8 · Tour noire sur case noire d8 · Fou blanc sur case noire e7 · Roi noir sur case blanche f7 · Pion noir sur case noire g7 · Pion noir sur case blanche h7 · Pion noir sur case noire f6 · Pion noir sur case noire a5 · Fou noir sur case blanche d5 · Pion noir sur case noire e5 · Pion blanc sur case noire h4 · Pion blanc sur case blanche b3 · Pion blanc sur case blanche d3 · Cavalier blanc sur case blanche f3 · Pion blanc sur case blanche a2 · Pion blanc sur case noire f2 · Pion blanc sur case blanche g2 · Tour blanche sur case noire a1 · Tour blanche sur case noire c1 · Roi blanc sur case noire g1 | Tour noire sur case blanche a8 · Tour noire sur case noire d8 · Fou blanc sur case noire e7 · Roi noir sur case blanche f7 · Pion noir sur case noire g7 · Pion noir sur case blanche h7 · Pion noir sur case noire f6 · Pion noir sur case noire a5 · Fou noir sur case blanche d5 · Pion noir sur case noire e5 · Pion blanc sur case noire h4 · Pion blanc sur case blanche b3 · Pion blanc sur case blanche d3 · Cavalier blanc sur case blanche f3 · Pion blanc sur case blanche a2 · Pion blanc sur case noire f2 · Pion blanc sur case blanche g2 · Tour blanche sur case noire a1 · Tour blanche sur case noire c1 · Roi blanc sur case noire g1 | Tour noire sur case blanche a8 · Tour noire sur case noire d8 · Fou blanc sur case noire e7 · Roi noir sur case blanche f7 · Pion noir sur case noire g7 · Pion noir sur case blanche h7 · Pion noir sur case noire f6 · Pion noir sur case noire a5 · Fou noir sur case blanche d5 · Pion noir sur case noire e5 · Pion blanc sur case noire h4 · Pion blanc sur case blanche b3 · Pion blanc sur case blanche d3 · Cavalier blanc sur case blanche f3 · Pion blanc sur case blanche a2 · Pion blanc sur case noire f2 · Pion blanc sur case blanche g2 · Tour blanche sur case noire a1 · Tour blanche sur case noire c1 · Roi blanc sur case noire g1 | Tour noire sur case blanche a8 · Tour noire sur case noire d8 · Fou blanc sur case noire e7 · Roi noir sur case blanche f7 · Pion noir sur case noire g7 · Pion noir sur case blanche h7 · Pion noir sur case noire f6 · Pion noir sur case noire a5 · Fou noir sur case blanche d5 · Pion noir sur case noire e5 · Pion blanc sur case noire h4 · Pion blanc sur case blanche b3 · Pion blanc sur case blanche d3 · Cavalier blanc sur case blanche f3 · Pion blanc sur case blanche a2 · Pion blanc sur case noire f2 · Pion blanc sur case blanche g2 · Tour blanche sur case noire a1 · Tour blanche sur case noire c1 · Roi blanc sur case noire g1 | 1 |
|   | a | b | c | d | e | f | g | h |   |

Anand – Guelfand ½ – ½ en 22 coups (12e partie)
,
1. e4 c5 2. Cf3 Cc6 3. Fb5 e6 4. Fxc6 bxc6 5. d3 Ce7 6. b3 d6 7. e5 Cg6 8. h4 Cxe5 9. Cxe5 dxe5 10. Cd2 c4 11. 11. Cxc4 Fa6 12. Df3 Dd5 13. Dxd5 cxd5 14. Cxe5 f6 15. Cf3 e5 16. O-O Rf7 17. c4 Fe7 18. Fe3 Fb7 19. cxd5 Fxd5 20. Tfc1 a5 21. Fc5 Thd8 22. Fxe7 nulle.

#### Parties de départage
Les parties de départage ont eu lieu le mercredi 30 mai.
| Partie | Anand | Guelfand | Ouverture                           | Nombre de coups | Score                 |
| ------ | ----- | -------- | ----------------------------------- | --------------- | --------------------- |
| 1      | ½     | ½        | Défense semi-slave (code ECO B46)   | 32              | Égalité 0,5 – 0,5     |
| 2      | 1     | 0        | Sicilienne Rossolimo (code ECO B30) | 77              | Anand mène 1,5 – 0,5  |
| 3      | ½     | ½        | Défense semi-slave (code ECO D12)   | 59              | Anand mène 2 – 1      |
| 4      | ½     | ½        | Défense sicilienne (code ECO B51)   | 56              | Anand gagne 2,5 – 1,5 |

##### Partie 2: la partie décisive
|   | a | b | c | d | e | f | g | h |   |
| 8 | Tour blanche sur case noire b8 · Roi noir sur case blanche d7 · Roi blanc sur case noire b6 · Pion blanc sur case blanche b5 · Tour noire sur case blanche b3 | Tour blanche sur case noire b8 · Roi noir sur case blanche d7 · Roi blanc sur case noire b6 · Pion blanc sur case blanche b5 · Tour noire sur case blanche b3 | Tour blanche sur case noire b8 · Roi noir sur case blanche d7 · Roi blanc sur case noire b6 · Pion blanc sur case blanche b5 · Tour noire sur case blanche b3 | Tour blanche sur case noire b8 · Roi noir sur case blanche d7 · Roi blanc sur case noire b6 · Pion blanc sur case blanche b5 · Tour noire sur case blanche b3 | Tour blanche sur case noire b8 · Roi noir sur case blanche d7 · Roi blanc sur case noire b6 · Pion blanc sur case blanche b5 · Tour noire sur case blanche b3 | Tour blanche sur case noire b8 · Roi noir sur case blanche d7 · Roi blanc sur case noire b6 · Pion blanc sur case blanche b5 · Tour noire sur case blanche b3 | Tour blanche sur case noire b8 · Roi noir sur case blanche d7 · Roi blanc sur case noire b6 · Pion blanc sur case blanche b5 · Tour noire sur case blanche b3 | Tour blanche sur case noire b8 · Roi noir sur case blanche d7 · Roi blanc sur case noire b6 · Pion blanc sur case blanche b5 · Tour noire sur case blanche b3 | 8 |
| 7 | Tour blanche sur case noire b8 · Roi noir sur case blanche d7 · Roi blanc sur case noire b6 · Pion blanc sur case blanche b5 · Tour noire sur case blanche b3 | Tour blanche sur case noire b8 · Roi noir sur case blanche d7 · Roi blanc sur case noire b6 · Pion blanc sur case blanche b5 · Tour noire sur case blanche b3 | Tour blanche sur case noire b8 · Roi noir sur case blanche d7 · Roi blanc sur case noire b6 · Pion blanc sur case blanche b5 · Tour noire sur case blanche b3 | Tour blanche sur case noire b8 · Roi noir sur case blanche d7 · Roi blanc sur case noire b6 · Pion blanc sur case blanche b5 · Tour noire sur case blanche b3 | Tour blanche sur case noire b8 · Roi noir sur case blanche d7 · Roi blanc sur case noire b6 · Pion blanc sur case blanche b5 · Tour noire sur case blanche b3 | Tour blanche sur case noire b8 · Roi noir sur case blanche d7 · Roi blanc sur case noire b6 · Pion blanc sur case blanche b5 · Tour noire sur case blanche b3 | Tour blanche sur case noire b8 · Roi noir sur case blanche d7 · Roi blanc sur case noire b6 · Pion blanc sur case blanche b5 · Tour noire sur case blanche b3 | Tour blanche sur case noire b8 · Roi noir sur case blanche d7 · Roi blanc sur case noire b6 · Pion blanc sur case blanche b5 · Tour noire sur case blanche b3 | 7 |
| 6 | Tour blanche sur case noire b8 · Roi noir sur case blanche d7 · Roi blanc sur case noire b6 · Pion blanc sur case blanche b5 · Tour noire sur case blanche b3 | Tour blanche sur case noire b8 · Roi noir sur case blanche d7 · Roi blanc sur case noire b6 · Pion blanc sur case blanche b5 · Tour noire sur case blanche b3 | Tour blanche sur case noire b8 · Roi noir sur case blanche d7 · Roi blanc sur case noire b6 · Pion blanc sur case blanche b5 · Tour noire sur case blanche b3 | Tour blanche sur case noire b8 · Roi noir sur case blanche d7 · Roi blanc sur case noire b6 · Pion blanc sur case blanche b5 · Tour noire sur case blanche b3 | Tour blanche sur case noire b8 · Roi noir sur case blanche d7 · Roi blanc sur case noire b6 · Pion blanc sur case blanche b5 · Tour noire sur case blanche b3 | Tour blanche sur case noire b8 · Roi noir sur case blanche d7 · Roi blanc sur case noire b6 · Pion blanc sur case blanche b5 · Tour noire sur case blanche b3 | Tour blanche sur case noire b8 · Roi noir sur case blanche d7 · Roi blanc sur case noire b6 · Pion blanc sur case blanche b5 · Tour noire sur case blanche b3 | Tour blanche sur case noire b8 · Roi noir sur case blanche d7 · Roi blanc sur case noire b6 · Pion blanc sur case blanche b5 · Tour noire sur case blanche b3 | 6 |
| 5 | Tour blanche sur case noire b8 · Roi noir sur case blanche d7 · Roi blanc sur case noire b6 · Pion blanc sur case blanche b5 · Tour noire sur case blanche b3 | Tour blanche sur case noire b8 · Roi noir sur case blanche d7 · Roi blanc sur case noire b6 · Pion blanc sur case blanche b5 · Tour noire sur case blanche b3 | Tour blanche sur case noire b8 · Roi noir sur case blanche d7 · Roi blanc sur case noire b6 · Pion blanc sur case blanche b5 · Tour noire sur case blanche b3 | Tour blanche sur case noire b8 · Roi noir sur case blanche d7 · Roi blanc sur case noire b6 · Pion blanc sur case blanche b5 · Tour noire sur case blanche b3 | Tour blanche sur case noire b8 · Roi noir sur case blanche d7 · Roi blanc sur case noire b6 · Pion blanc sur case blanche b5 · Tour noire sur case blanche b3 | Tour blanche sur case noire b8 · Roi noir sur case blanche d7 · Roi blanc sur case noire b6 · Pion blanc sur case blanche b5 · Tour noire sur case blanche b3 | Tour blanche sur case noire b8 · Roi noir sur case blanche d7 · Roi blanc sur case noire b6 · Pion blanc sur case blanche b5 · Tour noire sur case blanche b3 | Tour blanche sur case noire b8 · Roi noir sur case blanche d7 · Roi blanc sur case noire b6 · Pion blanc sur case blanche b5 · Tour noire sur case blanche b3 | 5 |
| 4 | Tour blanche sur case noire b8 · Roi noir sur case blanche d7 · Roi blanc sur case noire b6 · Pion blanc sur case blanche b5 · Tour noire sur case blanche b3 | Tour blanche sur case noire b8 · Roi noir sur case blanche d7 · Roi blanc sur case noire b6 · Pion blanc sur case blanche b5 · Tour noire sur case blanche b3 | Tour blanche sur case noire b8 · Roi noir sur case blanche d7 · Roi blanc sur case noire b6 · Pion blanc sur case blanche b5 · Tour noire sur case blanche b3 | Tour blanche sur case noire b8 · Roi noir sur case blanche d7 · Roi blanc sur case noire b6 · Pion blanc sur case blanche b5 · Tour noire sur case blanche b3 | Tour blanche sur case noire b8 · Roi noir sur case blanche d7 · Roi blanc sur case noire b6 · Pion blanc sur case blanche b5 · Tour noire sur case blanche b3 | Tour blanche sur case noire b8 · Roi noir sur case blanche d7 · Roi blanc sur case noire b6 · Pion blanc sur case blanche b5 · Tour noire sur case blanche b3 | Tour blanche sur case noire b8 · Roi noir sur case blanche d7 · Roi blanc sur case noire b6 · Pion blanc sur case blanche b5 · Tour noire sur case blanche b3 | Tour blanche sur case noire b8 · Roi noir sur case blanche d7 · Roi blanc sur case noire b6 · Pion blanc sur case blanche b5 · Tour noire sur case blanche b3 | 4 |
| 3 | Tour blanche sur case noire b8 · Roi noir sur case blanche d7 · Roi blanc sur case noire b6 · Pion blanc sur case blanche b5 · Tour noire sur case blanche b3 | Tour blanche sur case noire b8 · Roi noir sur case blanche d7 · Roi blanc sur case noire b6 · Pion blanc sur case blanche b5 · Tour noire sur case blanche b3 | Tour blanche sur case noire b8 · Roi noir sur case blanche d7 · Roi blanc sur case noire b6 · Pion blanc sur case blanche b5 · Tour noire sur case blanche b3 | Tour blanche sur case noire b8 · Roi noir sur case blanche d7 · Roi blanc sur case noire b6 · Pion blanc sur case blanche b5 · Tour noire sur case blanche b3 | Tour blanche sur case noire b8 · Roi noir sur case blanche d7 · Roi blanc sur case noire b6 · Pion blanc sur case blanche b5 · Tour noire sur case blanche b3 | Tour blanche sur case noire b8 · Roi noir sur case blanche d7 · Roi blanc sur case noire b6 · Pion blanc sur case blanche b5 · Tour noire sur case blanche b3 | Tour blanche sur case noire b8 · Roi noir sur case blanche d7 · Roi blanc sur case noire b6 · Pion blanc sur case blanche b5 · Tour noire sur case blanche b3 | Tour blanche sur case noire b8 · Roi noir sur case blanche d7 · Roi blanc sur case noire b6 · Pion blanc sur case blanche b5 · Tour noire sur case blanche b3 | 3 |
| 2 | Tour blanche sur case noire b8 · Roi noir sur case blanche d7 · Roi blanc sur case noire b6 · Pion blanc sur case blanche b5 · Tour noire sur case blanche b3 | Tour blanche sur case noire b8 · Roi noir sur case blanche d7 · Roi blanc sur case noire b6 · Pion blanc sur case blanche b5 · Tour noire sur case blanche b3 | Tour blanche sur case noire b8 · Roi noir sur case blanche d7 · Roi blanc sur case noire b6 · Pion blanc sur case blanche b5 · Tour noire sur case blanche b3 | Tour blanche sur case noire b8 · Roi noir sur case blanche d7 · Roi blanc sur case noire b6 · Pion blanc sur case blanche b5 · Tour noire sur case blanche b3 | Tour blanche sur case noire b8 · Roi noir sur case blanche d7 · Roi blanc sur case noire b6 · Pion blanc sur case blanche b5 · Tour noire sur case blanche b3 | Tour blanche sur case noire b8 · Roi noir sur case blanche d7 · Roi blanc sur case noire b6 · Pion blanc sur case blanche b5 · Tour noire sur case blanche b3 | Tour blanche sur case noire b8 · Roi noir sur case blanche d7 · Roi blanc sur case noire b6 · Pion blanc sur case blanche b5 · Tour noire sur case blanche b3 | Tour blanche sur case noire b8 · Roi noir sur case blanche d7 · Roi blanc sur case noire b6 · Pion blanc sur case blanche b5 · Tour noire sur case blanche b3 | 2 |
| 1 | Tour blanche sur case noire b8 · Roi noir sur case blanche d7 · Roi blanc sur case noire b6 · Pion blanc sur case blanche b5 · Tour noire sur case blanche b3 | Tour blanche sur case noire b8 · Roi noir sur case blanche d7 · Roi blanc sur case noire b6 · Pion blanc sur case blanche b5 · Tour noire sur case blanche b3 | Tour blanche sur case noire b8 · Roi noir sur case blanche d7 · Roi blanc sur case noire b6 · Pion blanc sur case blanche b5 · Tour noire sur case blanche b3 | Tour blanche sur case noire b8 · Roi noir sur case blanche d7 · Roi blanc sur case noire b6 · Pion blanc sur case blanche b5 · Tour noire sur case blanche b3 | Tour blanche sur case noire b8 · Roi noir sur case blanche d7 · Roi blanc sur case noire b6 · Pion blanc sur case blanche b5 · Tour noire sur case blanche b3 | Tour blanche sur case noire b8 · Roi noir sur case blanche d7 · Roi blanc sur case noire b6 · Pion blanc sur case blanche b5 · Tour noire sur case blanche b3 | Tour blanche sur case noire b8 · Roi noir sur case blanche d7 · Roi blanc sur case noire b6 · Pion blanc sur case blanche b5 · Tour noire sur case blanche b3 | Tour blanche sur case noire b8 · Roi noir sur case blanche d7 · Roi blanc sur case noire b6 · Pion blanc sur case blanche b5 · Tour noire sur case blanche b3 | 1 |
|   | a | b | c | d | e | f | g | h |   |

Anand – Guelfand 1 – 0 en 77 coups
1. e4 c5 2. Cf3 Cc6 3. Fb5 e6 4. Fxc6 bxc6 5. b3 e5 6. Cxe5 De7 7. d4 d6 8. Cxc6 Dxe4+ 9. De2 Dxe2+ 10. Rxe2 Fb7 11. Ca5 Fxg2 12. Tg1 Fh3 13. dxc5 dxc5 14. Cc3 0–0–0 15. Ff4 Fd6 16. Fxd6 Txd6 17. Tg5 Cf6 18. Txc5+ Rb8 19. Cc4 Te8+ 20. Ce3 Cg4 21. Ccd5 Cxe3 22. Cxe3 Fg4+ 23. f3 Fc8 24. Te1 Th6 25. Th1 The6 26. Tc3 f5 27. Rd2 f4 28. Cd5 g5 29. Td3 Te2+ 30. Rc1 Tf2 31. h4 Tee2 32. Tc3 Fb7 33. Td1 gxh4 34. Cxf4 Te8 35. Th1 Tc8 36. Txc8+ Fxc8 37. Txh4 Ff5 38. Th5 Fxc2 39. Tb5+ Ra8 40. Cd5 a6 41. Ta5 Rb7 42. Cb4 Fg6 43. Cxa6 Txf3 44. Cc5+ Rb6 45. b4 Tf4 46. a3 Tg4 47. Rd2 h5 48. Cd7+ Rb7 49. Ce5 Tg2+ 50. Rc3 Fe8 51. Cd3 h4 52. Te5 Fg6 53. Cf4 Tg3+ 54. Rd4 Fc2 55. Th5 Txa3 56. Txh4 Tg3 57. Cd5 Tg5 58. b5 Ff5 59. Th6 Fg4 60. Tf6 Tf5 61. Tb6+ Ra7 62. Tg6 Ff3 63. Tg7+ Rb8 64. Cc3 Fb7 65. Rc4 Ff3 66. Rb4 Fd5 67. Ca4 Tf7 68. Tg5 Ff3 69. Cc5 Rc7 70. Tg6 Rd8 71. Ra5 Tf5 72. Ce6+ Rc8 73. Cd4 Tf8 74. Cxf3 Txf3 75. Rb6 Tb3 76. Tg8+ Rd7 77. Tb8 1-0.

### Tournoi des candidats de 2011
Le challenger de Viswanathan Anand, champion du monde en titre, a été désigné à la suite d'un tournoi à élimination directe. Les parties ont été disputées à Kazan, en Russie, du 3 au 27 mai 2011. C'est finalement l’Israélien Boris Guelfand qui l'emporte, et gagne le droit de rencontrer Anand en 2012.

#### Participants au tournoi des candidats
Les huit candidats au championnat du monde sont :
- le vainqueur et le deuxième du Grand Prix FIDE 2008-2010 :  Levon Aronian et Teimour Radjabov ;
- le vainqueur de la Coupe du monde d'échecs 2009 : Boris Guelfand ;
- le perdant du match des candidats 2009 : Gata Kamsky ;
- le perdant du championnat du monde 2010 : Veselin Topalov ;
- les deux joueurs ayant le meilleur classement Elo (moyenne des classements de juillet 2009 et janvier 2010) : Magnus Carlsen et Vladimir Kramnik ;  Magnus Carlsen a finalement décliné et a été remplacé par Aleksandr Grichtchouk ;
- un joueur désigné par le comité d'organisation, qui devait avoir impérativement un classement Elo d'au moins 2700 : Shakhriyar Mamedyarov.

En juillet 2010, Veselin Topalov menace de se retirer du cycle si son quart de finale est organisé en Russie, mais décide finalement de participer.
Début novembre 2010, Magnus Carlsen, alors no 2 mondial, annonce lui aussi qu'il se retire du cycle, et il est remplacé par Aleksandr Grichtchouk, no 15 mondial au 1er janvier 2010.

#### Plan des rencontres
Un système de têtes de série est mis en place (à partir de la liste Elo du 1er janvier 2010) afin de désigner les oppositions des quarts de finale.
|  | Quarts de finale      | Quarts de finale      |                       |         | Demi-finales | Demi-finales |  |  | Finale | Finale |
|  | Quarts de finale      | Quarts de finale      |                       |         | Demi-finales | Demi-finales |  |  | Finale | Finale |
|  |                       |                       |                       |         |              |              |  |  |        |        |
|  |                       |                       |                       |         |              |              |  |  |        |        |
|  |                       |                       |                       |         |              |              |  |  |        |        |
|  | Veselin Topalov       | 1,5                   |                       |         |              |              |  |  |        |        |
|  | Veselin Topalov       | 1,5                   |                       |         |              |              |  |  |        |        |
|  | Gata Kamsky           | 2,5                   |                       |         |              |              |  |  |        |        |
|  | Gata Kamsky           | 2,5                   | Gata Kamsky           | 2 (2)   |              |              |  |  |        |        |
|  |                       |                       | Gata Kamsky           | 2 (2)   |              |              |  |  |        |        |
|  |                       | Boris Guelfand        | 2 (4)                 |         |              |              |  |  |        |        |
|  | Boris Guelfand        | Boris Guelfand        | 2 (4)                 | 2,5     |              |              |  |  |        |        |
|  | Boris Guelfand        |                       |                       | 2,5     |              |              |  |  |        |        |
|  | Shakhriyar Mamedyarov | 1,5                   |                       |         |              |              |  |  |        |        |
|  | Shakhriyar Mamedyarov | 1,5                   | Boris Guelfand        | 3,5     |              |              |  |  |        |        |
|  |                       |                       | Boris Guelfand        | 3,5     |              |              |  |  |        |        |
|  |                       | Aleksandr Grichtchouk | 2,5                   |         |              |              |  |  |        |        |
|  | Levon Aronian         | Aleksandr Grichtchouk | 2,5                   | 2 (1,5) |              |              |  |  |        |        |
|  | Levon Aronian         |                       |                       | 2 (1,5) |              |              |  |  |        |        |
|  | Aleksandr Grichtchouk | 2 (2,5)               |                       |         |              |              |  |  |        |        |
|  | Aleksandr Grichtchouk | 2 (2,5)               | Aleksandr Grichtchouk | 2 (3,5) |              |              |  |  |        |        |
|  |                       |                       | Aleksandr Grichtchouk | 2 (3,5) |              |              |  |  |        |        |
|  |                       | Vladimir Kramnik      | 2 (2,5)               |         |              |              |  |  |        |        |
|  | Vladimir Kramnik      | Vladimir Kramnik      | 2 (2,5)               | 2 (5)   |              |              |  |  |        |        |
|  | Vladimir Kramnik      |                       |                       | 2 (5)   |              |              |  |  |        |        |
|  | Teimour Radjabov      | 2 (3)                 |                       |         |              |              |  |  |        |        |
|  | Teimour Radjabov      | 2 (3)                 |                       |         |              |              |  |  |        |        |

#### Quarts de finale
Le vainqueur de chaque quart de finale est le meilleur d'un match en quatre parties classiques (et si nécessaire, un match de départage au meilleur de quatre parties rapides, puis éventuellement des parties blitz). Les surprises sont les éliminations de Levon Aronian et Veselin Topalov, no 3 et no 7 mondiaux.

#### Demi-finales
Le format est le même que pour les quarts de finale. L'ancien champion du monde Vladimir Kramnik est défait par Aleksandr Grichtchouk dans les départages en parties blitz. Et Boris Guelfand se défait de Gata Kamsky.

#### Finale
Après 5 parties nulles, l’Israélien Boris Guelfand gagne la sixième et dernière partie, et donc le droit de défier Anand en 2012 pour le titre mondial.